# Willys
Willys (Вілліс) — з 1908 року американський виробник автомобілів. Штаб-квартира розташована в Толідо, штат Огайо. 1953 року компанію купує фірма Kaiser Motors. 1955 року компанія припинила виробництво автомобілів.

## Компанія Overland
Клод Кокс побудував свій перший 3-колісний автомобіль ще в 1902 році, це була його дипломна робота в Росському політехнічному інституті. Після отримання диплома Кокс знайомиться з Чарльзом Міншеллом, господарем фірми Standart Wheels Co, Міншелл хоче зайнятися виробництвом автомобілів, але нічого в цьому не розуміє, тому наймає Кокса. Всередині фірми «Стандарт Уїлс Ко» вони створюють автомобільний підрозділ — Overland.
Перший «Оверленд» з'явився в лютому 1903 року. Як не дивно, але компанія для першої своєї моделі вибрала цифру 13.

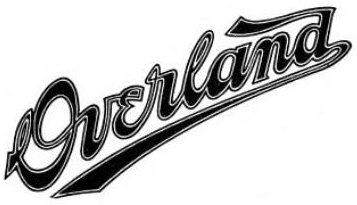
Логотип Overland

«Оверленд 13» був одноциліндровим автомобілем, потужністю в 5 к.с., фірма побудувала всього 2 таких автомобіля, коли у світ виходить 2-циліндрова модель, її потужність була 7 к.с.. Автомобіль мав 2-ступінчасту коробку передач, шасі автомобіля було збільшено на 165 мм в порівнянні з 1-циліндровою моделлю.

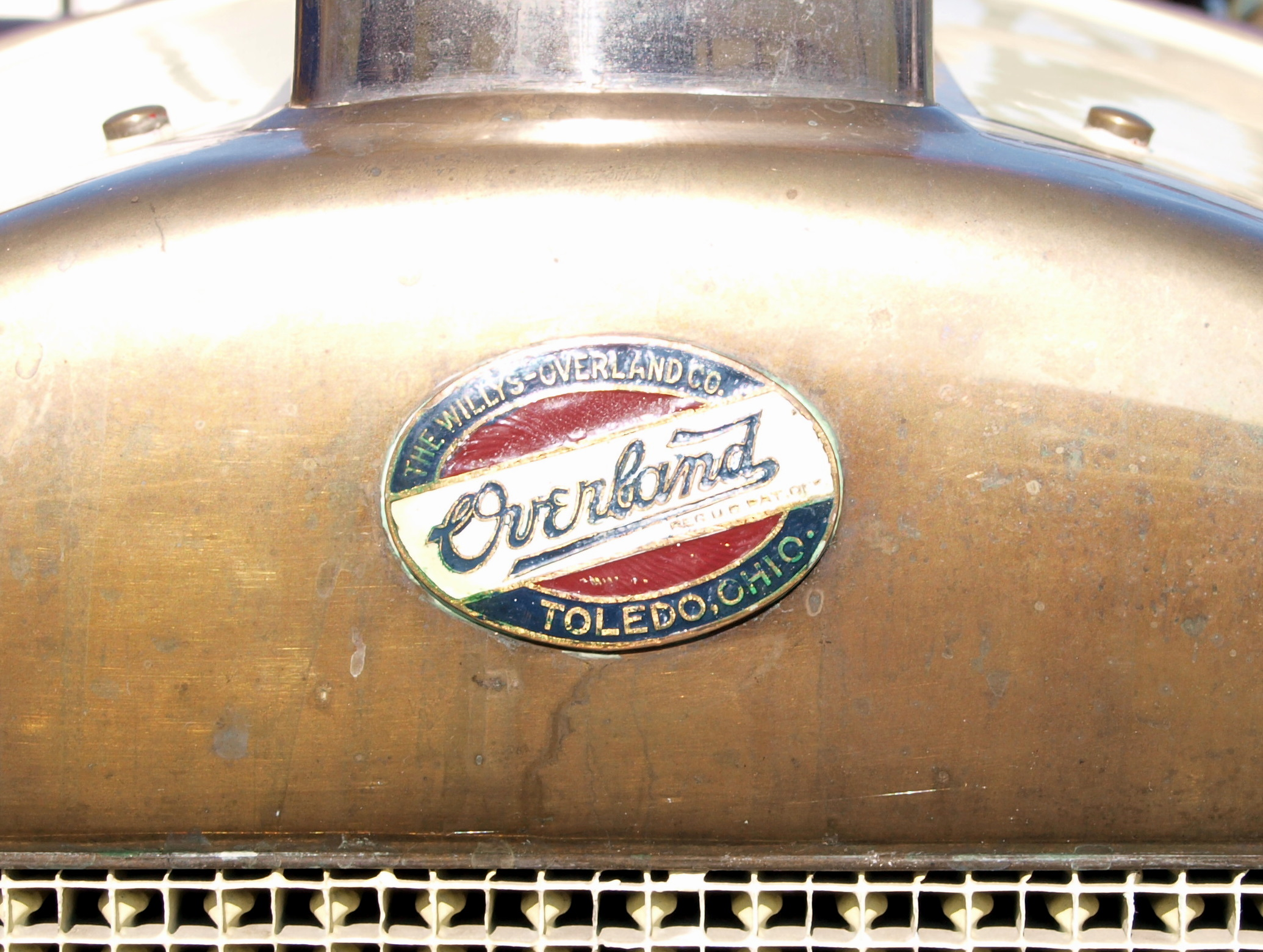
Логотип Overland

Їх випустили близько 10 екземплярів за 1903–1904 роки. 1905 року з'являється модель 16, яка при тому ж об'ємі розвиває потужність у 8 сил, також з'являється збільшена на 16 см модель 17 з 9-сильним мотором і 4-циліндрова модель 18, потужністю 15 сил, вона була крупнішою в базі на 30 см, ніж модель 17.
4-циліндрова модель отримує рульове управління, до цього машини управлялися застарілими важелями.
Проте в цьому ж році Чарльз Міншелл заявляє, що хоче позбутися автомобільного підрозділу, що не вигідний підприємству, Кокс починає шукати покупців на його дітище, і знаходить такого в особі господаря фірми Parry Mfg. Co — Девіда Перрі, фірма якого випускає 2-колісні вози, і була клієнтом «Стандарт Уїлс».
Перрі бере позику в банку і разом з Коксом у серпні 1906 року організовують фірму Overland Auto Company, в якій 51 % компанії належать Перрі, і 49 % — Коксу. Починаючи з 1906 року у виробничій програмі залишаються тільки 4-циліндрові моделі — це модель 18 і нова 22 з 18-сильним мотором, об'ємом 2.5 л.

## Джон Норт Вілліс

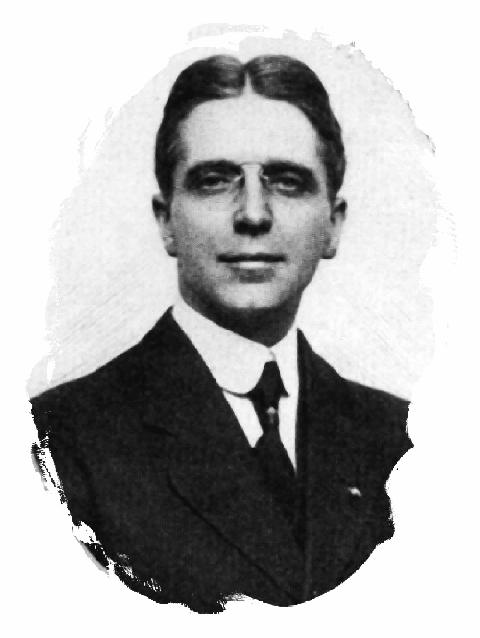
Джон Вілліс

Джон Вілліс народився в 1873 році в містечку Канандейгуа, штат Нью-Йорк.
З дитинства в Джоні була жилка комерсанта, так він перепродував свої іграшки, в 15 років він умовив своїх батьків дати йому грошей на покупку пральні спільно з другом, який там і працював. Батьки погодилися, вирішивши, що брудна робота напоумить їх сина, і через тиждень він продовжить свою освіту в школі, але Джон разом з другом продають компанію тільки через рік, отримавши з продажу кожен по 100 доларів, в ті роки рудокоп отримував близько 30 доларів на місяць, а простий робітник — близько 22 доларів.
Після продажу свого бізнесу він йде вчитися, і вчиться досить успішно на юриста, однак після смерті батька йому доводиться кинути навчальний заклад і почати заробляти гроші. Він купує велосипеди фірми «New Mail» як виставковий зразок і починає продавати велосипеди цієї марки як дилер, на той момент йому було 19. Однак він вирішив не обмежитися лише продажем велосипедів, а відкрив ще підприємство по ремонту велосипедів. Незабаром він купив велике приміщення на головній вулиці його міста, продажі йшли добре, але в 1896 році трапилась фінансова криза, і бізнес довелося згорнути.
Вілліс йде працювати комівояжером у фірму Boston Woven Hose & Rope Company, одного разу він познайомився з одним клієнтом, який має магазин у місті Ельміра, штат Нью-Йорк, фірма займалася реалізацією спортивного інвентарю, а тепер знаходиться на межі банкрутства, Вілліс купує її і перейменовує в Elmira Arms Company.
До речі, угоду він здійснює якраз вчасно, оскільки фірма, в якій він працював комівояжером, сама збанкрутувала. Вілліс реорганізовує куплене підприємство в успішний велосипедний дилершип.
Коли йому було 27 років, він був уже успішним велосипедним дилером, оборот його компанії становив 500 000 доларів на рік, і ось перебуваючи в хмарочосі Клівленда, дивлячись у вікно, його погляд зачепився за якийсь візок, який їхав самостійно, без коней — це був автомобіль марки «Уінтон», як потім згадував Вілліс.

## Компанія The American Motor Car Sales Company
Він вирішує зайнятися автомобільним бізнесом, оскільки він не мав виробничих потужностей і не мав таланту конструктора, то він вирішує спочатку зайнятися тим, що вміє, а саме — збутом. Кілька років він продає різні автомобілі, але в 1906 році засновує фірму The American Motor Car Sales Company, і підписує договір про співпрацю з двома компаніями: American Underslung і Overland про продаж їхніх автомобілів.
До жовтня 1907 року Вілліс мав 500 замовлень на автомобілі марки «Оверленд», він їде в Індіанаполіс підписувати угоду з фірмою Marion про продаж їхніх автомобілів. Коли він повертається в Нью-Йорк, то читає у вечірній газеті про банкрутство Knickerbocker Trust Company, назрівала нова фінансова криза.
Тим часом до грудня 1907 року фірма «Оверленд» не зв'язується з Віллісом і не поставляє автомобілі, хоча він зробив передоплату на 10 000 доларів на вищезгадані 500 автомобілів. На дзвінки і телеграми «Оверленд» не відповідає. Тоді Джон Вілліс пакує валізи і особисто їде на завод, щоб дізнатися від першоджерела причини такої поведінки.
Приїхавши на місце, Вілліс був в шоці, оскільки «Оверленд» був на межі банкрутства, Девід Перрі навіть став бомжем, тому що не міг погасити заборгованості і залишився без будинку. Зустрічаючий Вілліса, він говорить йому, що фірма повинна знайти завтра власника, якщо завтра ми не відплатимо наші борги. Вілліс тільки запитав: «Скільки?»
Вілліс виписує чек на 350 доларів, але тут виявляється, що в Індіанаполісі немає банку, який міг би перевести в готівку таку суму, оскільки великі банки вже закриті (справа була в суботу), а у дрібних таких грошей немає. Вілліс неодмінно хоче роздобути готівку до ранку, опівночі він має готівку, виміняну на чек у портьє готелю, де він зупинився. Вранці борги були оплачені, і компанія була врятована, зробивши ревізію складів Вілліс прийшов до невтішного висновку — запчастин вистачало всього на виробництво 3-х автомобілів.

## Компанія Willys-Overland

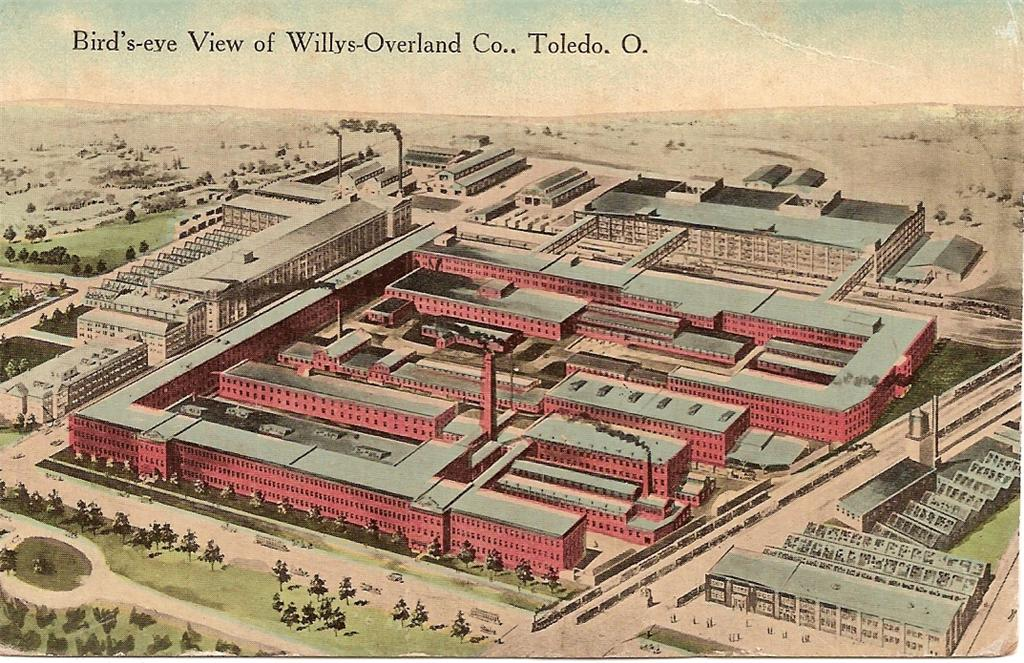
Завод Willys-Overland у місті Толідо, 1915 рік

У січні 1908 року він викуповує фірму, реорганізувавши її в Willys-Overland Company, оскільки грошей на оренду приміщень немає, він будує наметовий табір, в якому відбувається виробництво автомобілів.

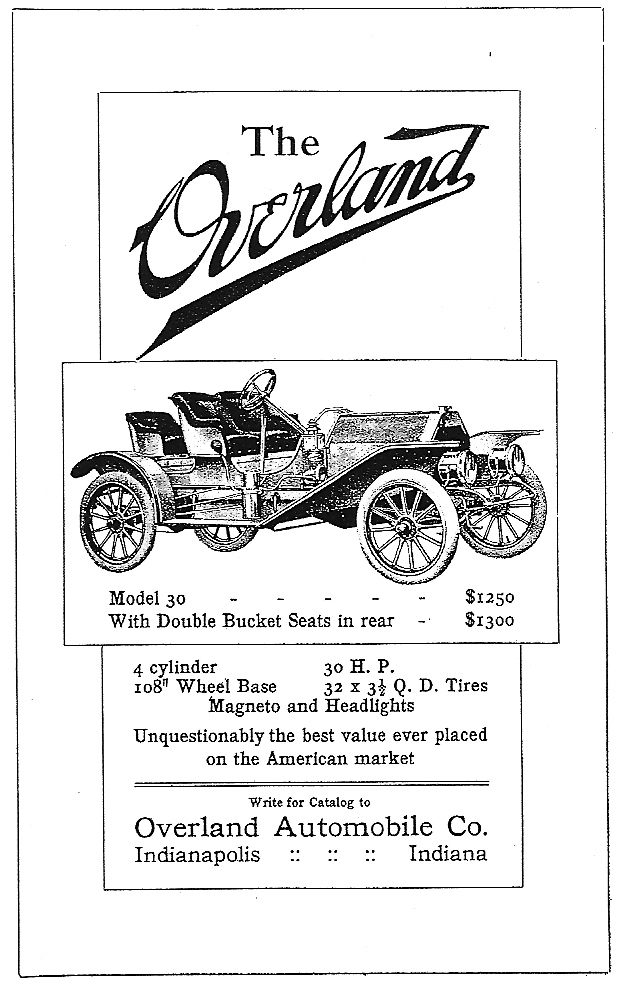
Overland Model 24 Runabout

Він випускає моделі 24 і 26, обидві з мотором 2.8 л і потужністю 22 к.с..
До вересня він поставляє 465 автомобілів своїм замовникам, отримавши 58 000 доларів чистого прибутку на цьому. Однак, крім цього, в цих наметах розробляються нові моделі: 30 і 32, з мотором 3.7 л і потужністю 30 сил, їх відмінність було в 5 см бази, а також модель 31, яка мала шасі моделі 32, але мотор, об'ємом в 2.8 л; і 34 з 6-циліндровим мотором і базою, на 26 см більшою, ніж у 31/32.
У 1909 році Вілліс купує фірму Marion Motor Car Co., з якою рік тому він підписував угоду, і збанкрутілу у вересні фірму Pope Motor Car Co., яка встигла побудувати великий і сучасний завод в Толідо, штат Огайо. В цей же час з фірми йде Кокс, який присвячує себе фотографії та потім робить різні відкриття в цій галузі.
До жовтня в залізних ангарах, в які переїхали потужності з наметів, випускаються моделі.

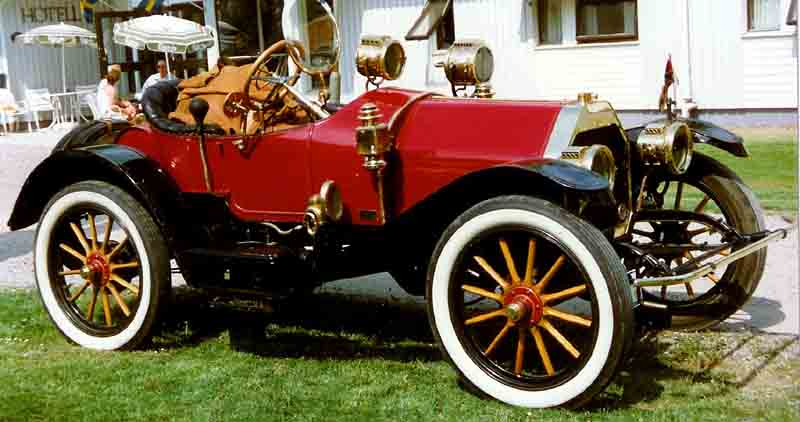
Overland Model 38 Roadster

У жовтні 1909 року на заводі в Толідо починають випускати автомобілі, першою стала нова модель — «Оверленд 38» з мотором 3.3 л і потужністю 30 сил. Планетарна коробка передач замінюється з ковзаючим зачепленням (а «Форд» тільки в цей час ставить планетарну коробку, яку буде використовувати до 1927 року).
Крім 38, з'являються більші автомобілі — 40, 41 і 42, всі вони мають однакову базу і мотори 4.2 л з 40 силами.
Через рік модельний ряд дуже великий, моделі ростуть, як на дріжджах, до автомобілів 40-42 серії додаються:
45 і 46 з 2.8 л 20-сильним агрегатом (відмінність лише в кузовах);
47 — з базою на 15 см більше, але з таким же мотором 2.8 л;
49 — база як у 47, але мотор 3.3 л і потужністю 25 сил;
50 і 51 — ще більші машини (база 279 см, на 20 см більше, ніж у 47), і з моторами 3.7 л і 30 к.с.;
52, 53 і 54 з 4.2 л моторами, потужністю 40 сил, і з базою в 299.7 см;
55 і 56 будувалися на шасі моделей 50/51, але мотор був 4.2 л. Широка модельна програма дозволила продати в 1911 році 18,745 машин, для порівняння — в 1909 році продали трохи більше 3700 авто, а в 1908 — всього 500. У цьому ж році Вілліс продає фірму «Маріон» її засновникам.
У 1912 році Вілліс стає другим за обсягами продажів виробником автомобілів, першим є Генрі Форд. За цей рік продається близько 26 000 авто.
Модельний ряд оновлюється, найменшою машиною стає модель 58 (використовується шасі моделі 45), а мотор на неї ставиться 3.3 л.
Модель 59 отримує нові шасі з базою в 269 см, і мотором 3.7 л.
Модель 60 теж з новою базою — 289 см, і з новим мотором 3.9 л і потужністю 35 сил.
Модель 61 на шасі 52/53/54 також отримує новий мотор 4.4 л (45 к.с.)

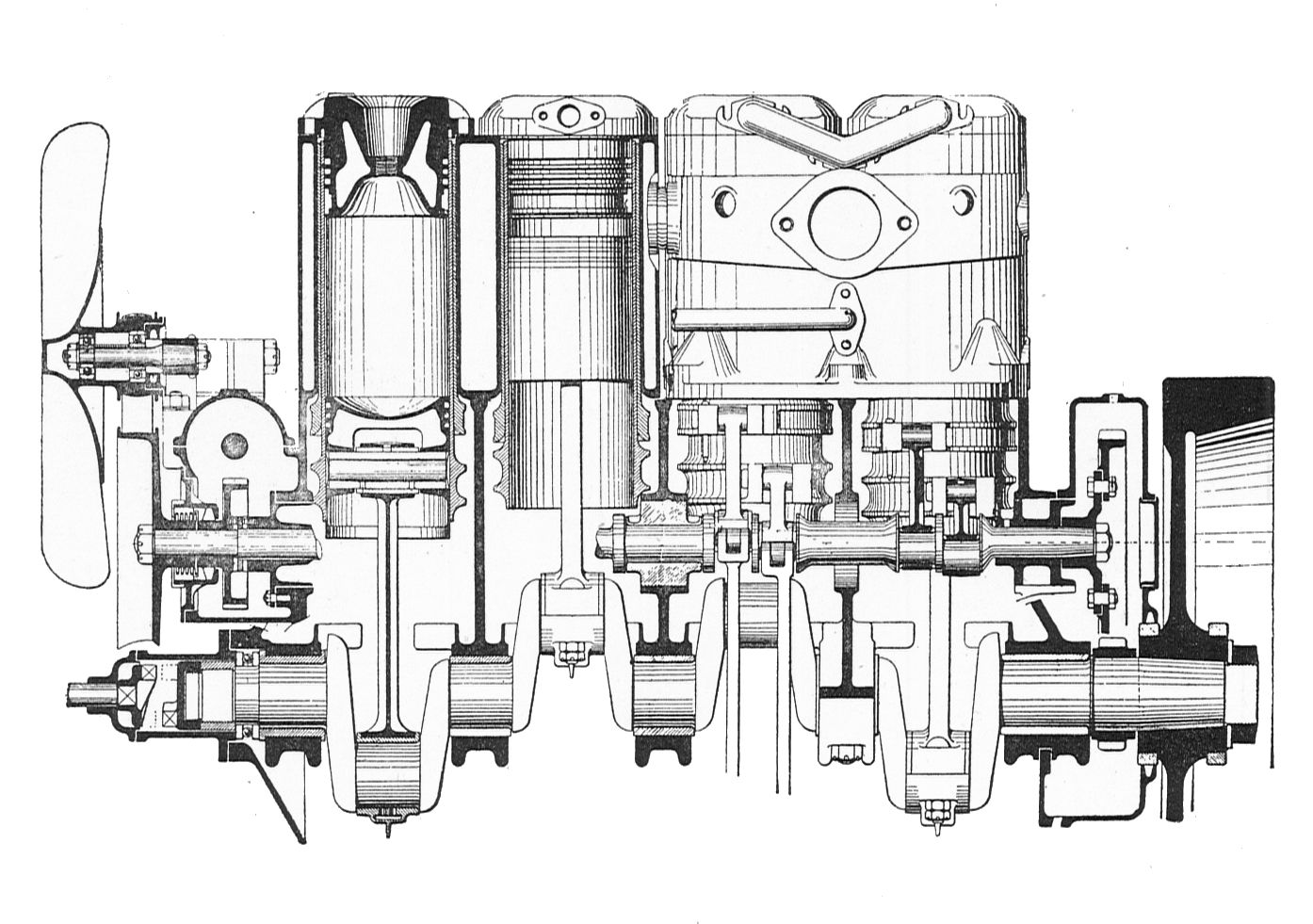
Мотор Найта

У 1913 році Вілліс їде до Британії, там він знайомиться з Чарльзом Найтом, винахідником золотникового двигуна (тобто безклапанного).
Вілліс орендує «Даймлер» з таким мотором і їде в подорож по Англії і Шотландії, подолавши 7200 км. Він зафанатів від цього мотора, оскільки він був дуже плавний і безшумний.
Він повертається додому з думками про такий двигун, але платити ліцензію Найту він не хоче, тут під руку підвертається фірма Edwards Motor Car Company, та купила в 1912 році ліцензію на такі двигуни і випускала свої автомобілі з такими моторами. 1914 року він купує компанію і перевозить все обладнання на завод в Гарфорд, який він купив незадовго до цієї угоди.
Тим часом автомобілі марки «Оверленд» отримують багате електричне обладнання. Оскільки Вілліс купує виробника електричного обладнання для автомобілів — Electric Auto-Lite Company, яка, до речі, існує дотепер, входить в концерн FRAM Group під маркою Autolite.
Вілліс подає свої машини, як найкращі для дам-водіїв.
Варто натиснути на маленьку педаль на підлозі, як машина автоматично заведеться, натиснути ще на одну кнопку — і автоматично загоряться фари, ще на одну кнопку — і в салоні з'явиться не настирливе освітлення. Коротше, всі зручності, які дозволяють дамам вільно і самостійно пересуватися на автомобілях.
Тоді ж влітку 1914 року Вілліс подорожує з родиною (з дружиною і дочкою) по Франції, коли в серпні розгорається війна, він спішно покидає Францію, і бажаючи компенсувати європейські замовлення, починає пропонувати автомобілі європейським військовим відомствам.

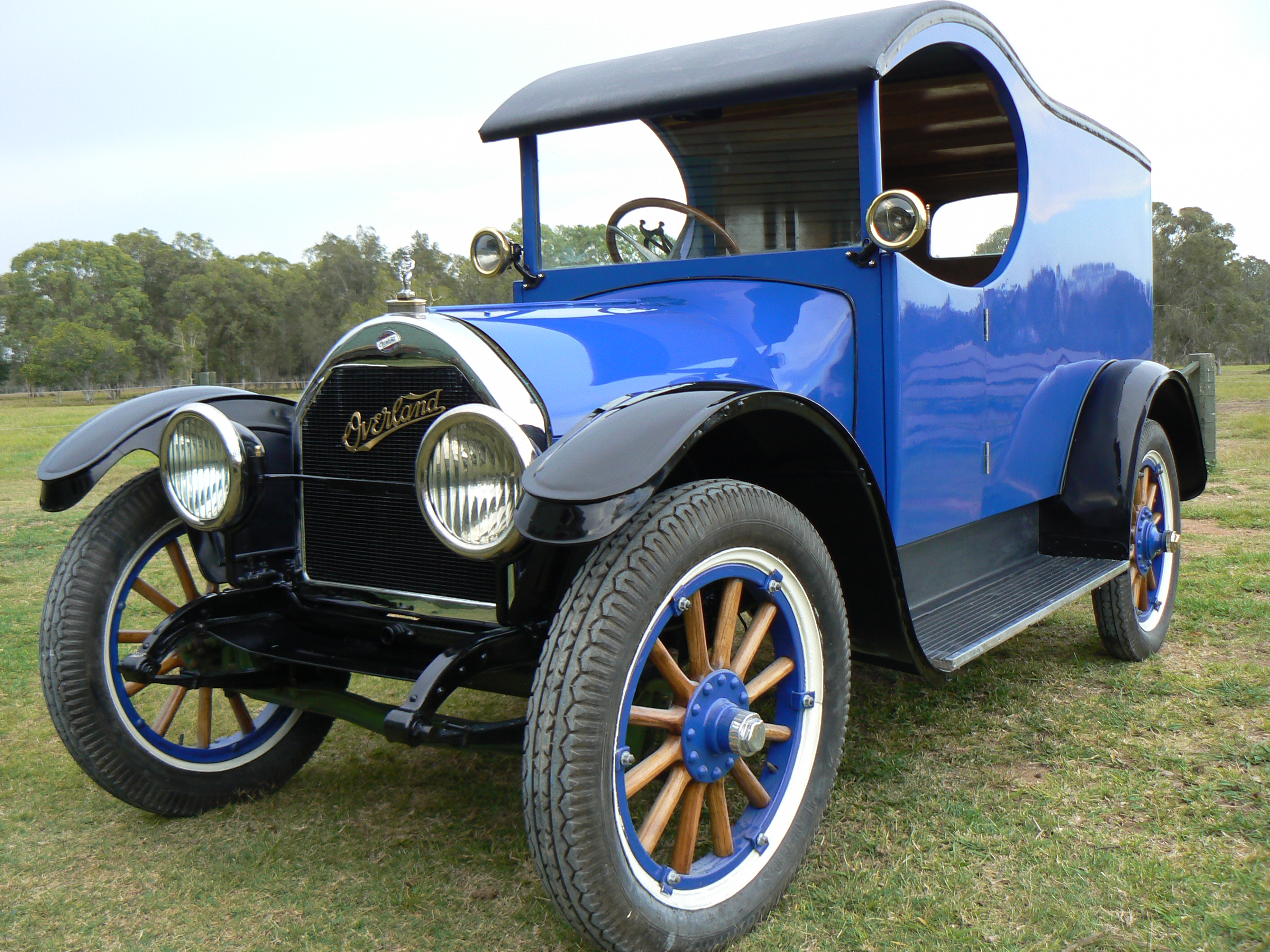
Overland Model 79 Opera Coupe

Тим часом в модельному ряду фірми «Оверленд» були тільки автомобілі серії 79, які оснащувалися мотором 3.9 л і потужністю 35 сил.

## Автомобілі Willys-Knight
Тим часом у Гарфорді починають випускатися автомобілі, які несуть на радіаторі ім'я Вілліса — Willys-Knight. Першими автомобілями стали автомобілі серії К17 і К18. Ці автомобілі оснащувалися 4-циліндровими золотниковими моторами, об'ємом 4.5 л і потужністю 25 сил.

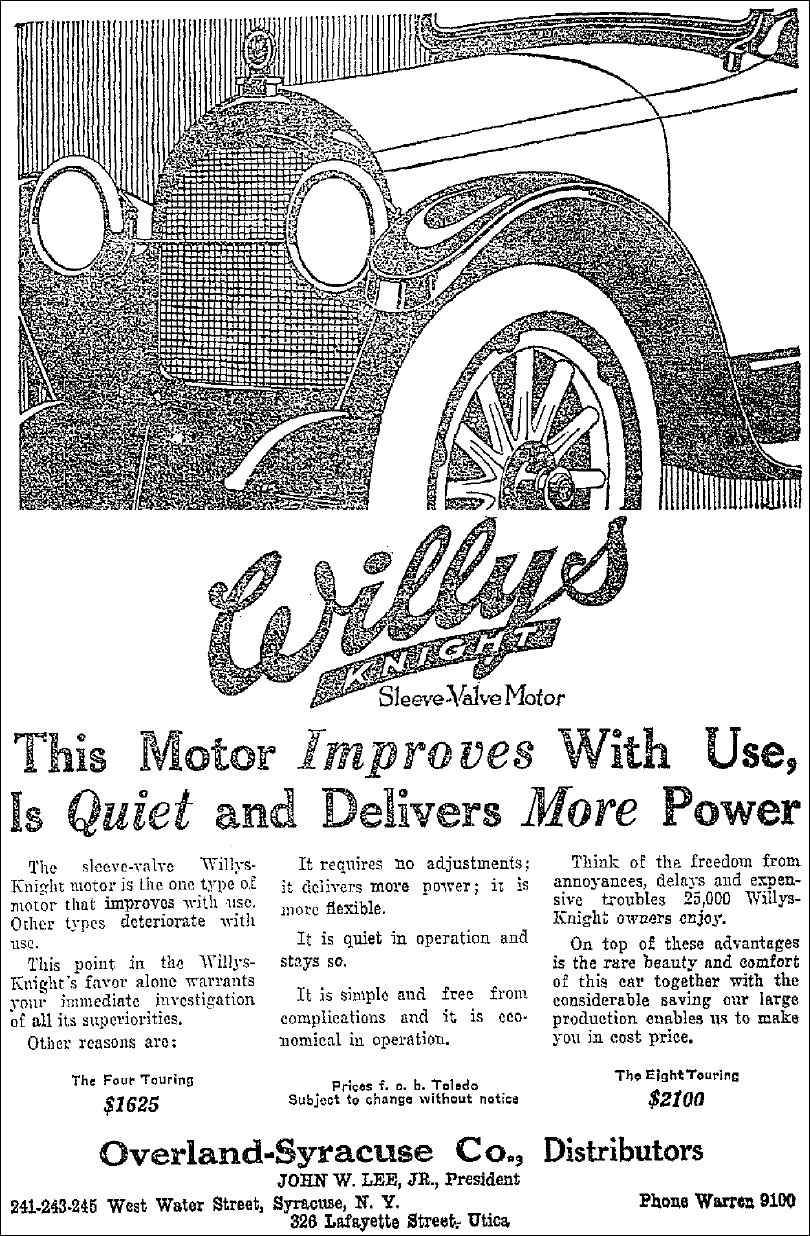
Реклама із зображенням Willys-Knight K19 Coupe

У 1915 році, не дивлячись на розпал війни в Європі, «Оверленд» та «Вілліс-Найт» розширюють свої модельні ряди. «Оверленди» отримують автомобілі серії 80, 81 і 82. Перша — з мотором 3.9 л (35 к.с.), друга — 3.7 л (30 к.с.), і остання отримала 6-циліндровий мотор 5.0 л (50 к.с.). А «Вілліс-Найту» приходить зміна назви, машина отримує індекс К19.
У 1916 році Вілліс купує канадську автомобільну фірму Russell Motor Car Company, яка починає випускати військову амуніцію для європейських країн, що воювали, а після війни — комплектуючі та запчастини для автомобілів марок, що належать Віллісу. Окрім іншого, купує шинного виробника Fisk Rubber Company, який потім побував в руках фірм Uniroyal, Goodrich, а тепер Michelin. Крім іншого, він став одним із засновників авіаційної фірми Curtiss Aeroplane and Motor Company.
У 1917 році Вілліс купує фірму New Process Gear, ще через рік — тракторну фірму Moline Plow Co, яка випускає фермерську техніку під маркою Universal, а ще через рік — моторобудівну фірму братів Дюзенберг.

## Автомобілі Willys

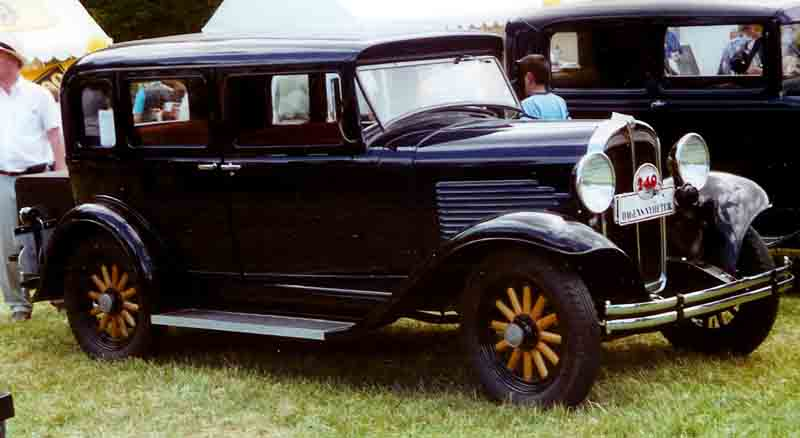
Willys Six 88

У 1917 році з'являються автомобілі марки Willys, першою машиною стала модель Six 88, він отримав 5 л мотор «Оверленд», який дефорсували до 45 сил, слідом у тому ж році йде модель Six 89 зі зменшеною на 13 см базою.
Сам «Оверленд» представив в 1917 році модернізовані моделі 1916 року, це були 4- та 6-циліндрові автомобілі:
75В — 4 циліндри, 2.5 л і 30 сил;
90 — 4 циліндри, 2.9 л і 32 к.с.;
Four-85 — 4 циліндри, 3.9 л і 35 к.с.;
Six-85 — 6 циліндрів, 3.7 л і 40 к.с..

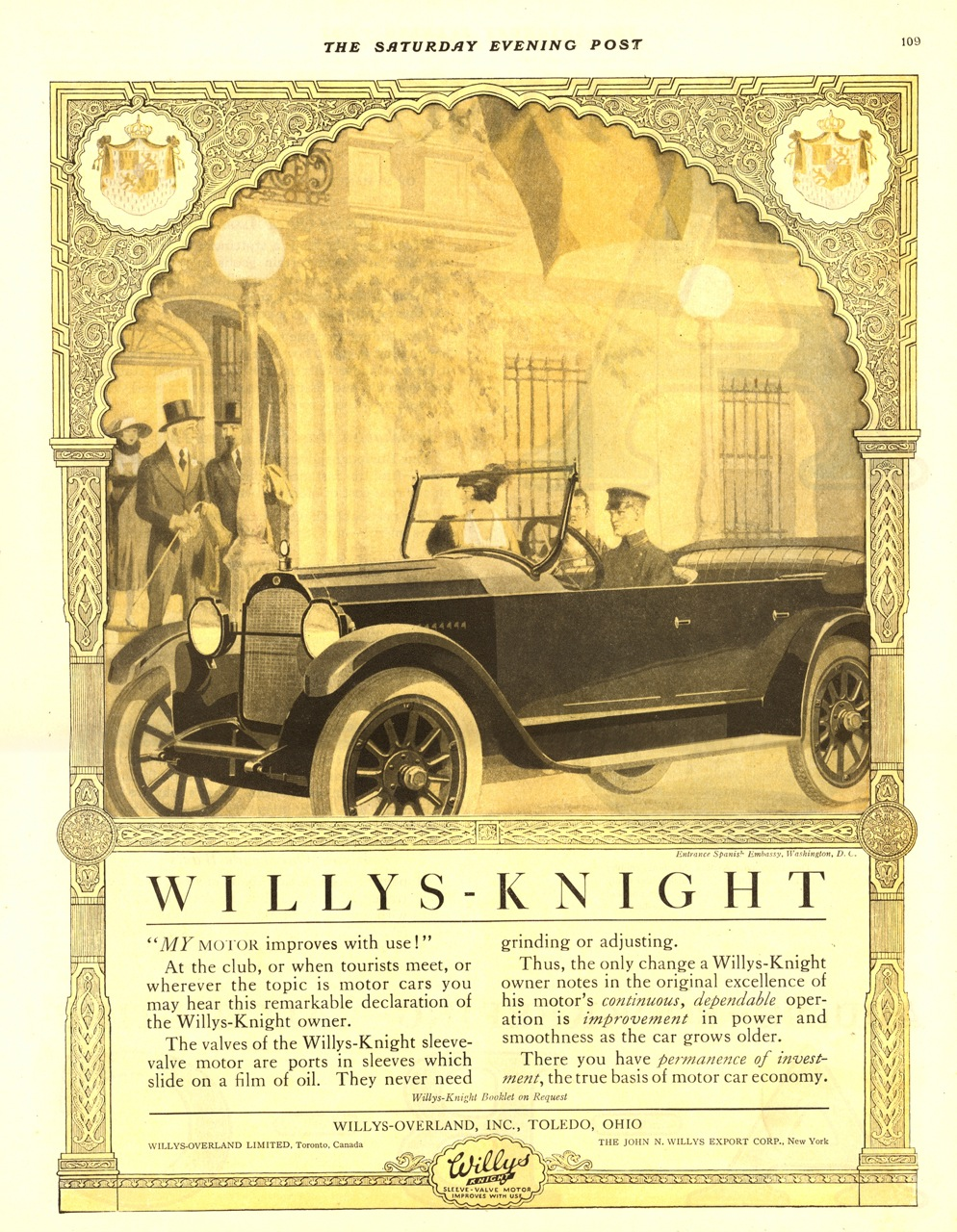
Willys-Knight 88-8

«Вілліс-Найт» також був представлений торішньою новинкою, яка мала 4 циліндри, об'ємом 3.9 л і 40 к.с., — 88-4; і новинкою 1917 року — 8-циліндровим 88-8, який мав об'єм у 4.7 л і потужність 65 сил.
Цінова політика була така, що найдоступнішою була марка «Оверленд», потім йшов «Вілліс» і завершував ієрархію «Вілліс-Найт».
У 1919 році Вілліс підписує угоду з британською фірмою Crossley Motors про створення компанії Willys-Overland-Crossley, яка буде виробляти автомобілі «Оверленд» в Європі, а саме — в англійському Стокпонті, у німецькому Берліні, бельгійському Антверпені, практично європейські автомобілі переважно повторювали американські моделі, в тому числі автомобілі з моторами Найта.
Однак в 1920 році Вілліса чекало велике потрясіння, він вклав величезні гроші в авіаційний бізнес, ставши одним з головних постачальників авіації в армію США, і вже все було готове для експансії на ринок дирижаблів, як прийшла звістка про мир. Попит на авіаційну продукцію впав, щоб встояти, Віллісу довелося продати частину фірми Curtiss Aeroplane and Motor Company, післявоєнна рецесія і криза на фермерському ринку змусили продати і тракторну фірму Moline Plow Co, яка, до речі, хоч і була куплена Віллісом, але не вливалася в його імперію, а залишалася незалежною, а в 1917 році почала випускати автомобілі під маркою Stephens, яка в 1921 році вийшла з материнської фірми і в у другій половині 1922 року стала частиною імперії Вілліса.

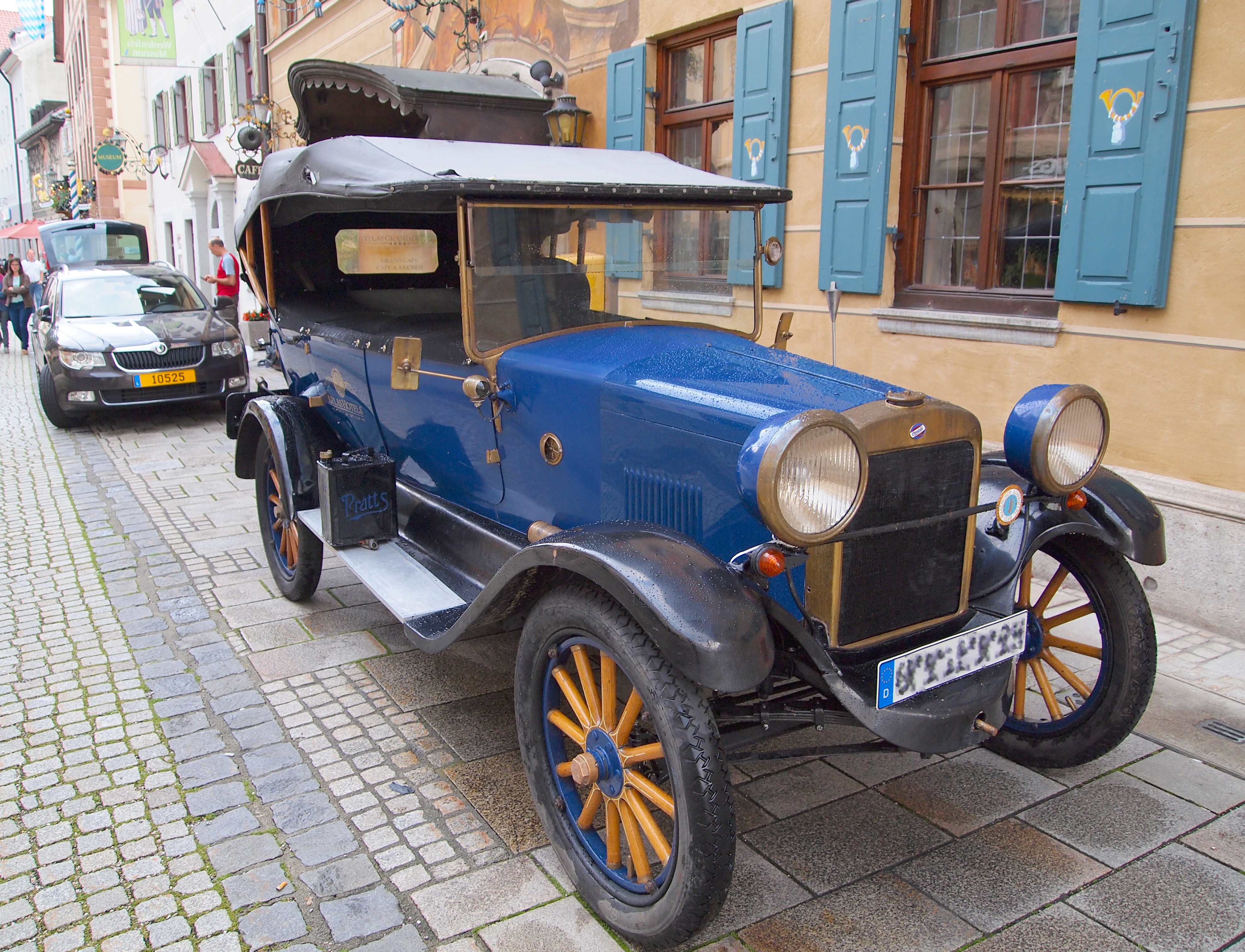
Overland 4

Від дорогих 8-циліндрових автомобілів «Вілліс-Найт» доводиться відмовитися, замість 88-8 з'являється 3.0-літрова 40-сильна модель «Вілліс-Найт 20», марка «Вілліс» зникає з каталогів ще в 1919 році, а у «Оверленд» з'являється 2.3 л 27-сильна модель 4.
Тим часом справи у фірми йдуть погано, справа в тому, що Вілліс сам і фінансовий директор та керуючий, і т. д., оскільки він підійняв корпорацію самостійно без всяких акціонерів, але фірма розрослася настільки, що він не може самостійно всім керувати, а його помічник і за сумісництвом керівник Клеренс Ерл насправді дуже поганий помічник.
Щоб розібратися зі своїми активами, Вілліс просить в січні 1921 року комітет банкірів допомогти в реструктуризації свого дітища. Ті наймають Уолтера Крайслера, колишнього віце-президента General Motors, той погоджується, якщо його зарплата буде дорівнювати 1 000 000 доларів на рік (наприклад, недешевий «Вілліс-Найт 20» коштував у той час 2200 доларів).
Банкіри погодилися з умовами Крайслера, той першим ділом скорочує зарплату Вілліса, а також звільняє його помічника Ерла.

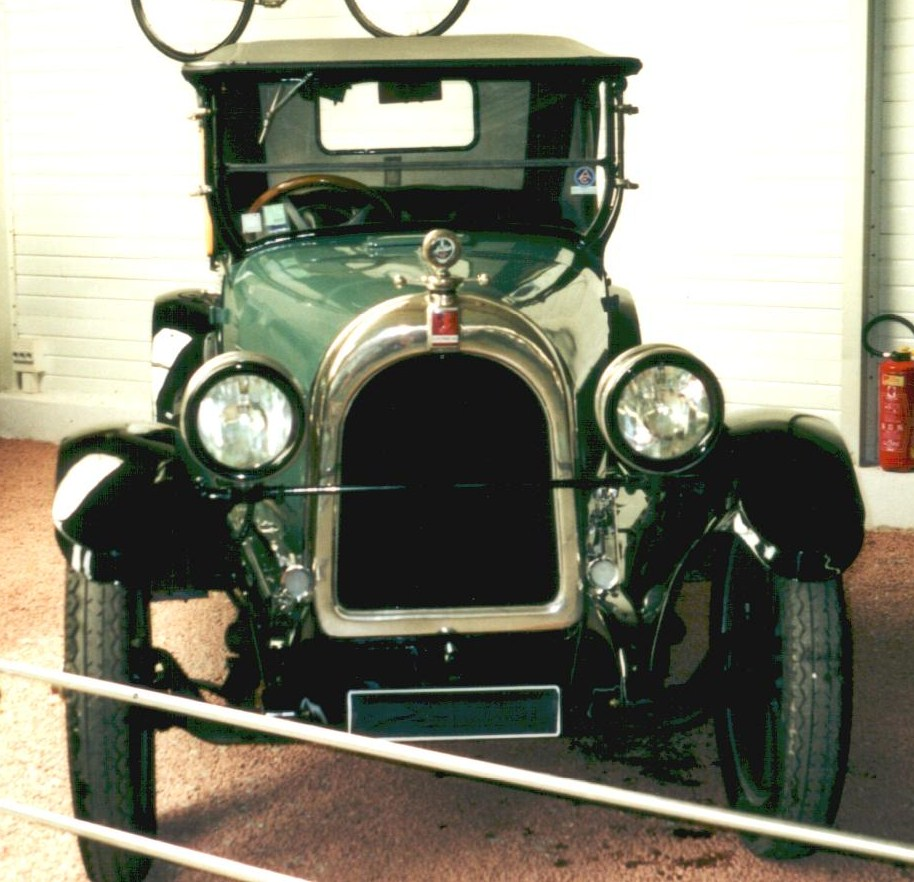
Stephens 10

Тим часом модельний ряд модернізується, в 1923 році запускається в серію «Оверленд 91», або в Європі «Overland 13.9» (тим часом завод в Англії запустив автомобілі у виробництво). А «Вілліс-Найт» модернізує модель 20, яка отримує індекс 64. А у виробничу програму вливається фірма Stephens зі своїми 6-циліндровими моделями 10 і 20, це була єдина марка в корпорації, яка використовувала 2 бази в своїй виробничій програмі, оскільки і «Оверленд», і «Вілліс-Найт» вироблялися тільки з однією довжиною бази. Мотор на цих машинах був об'ємом 3.7 л і потужністю 25 сил.
У 1923 році, коли Вілліс курирував запуск європейських заводів, він шле телеграму Крайслеру, щоб той знизив відпускні ціни на автомобілі, як це зробили всі його конкуренти, поки він знаходиться в Європі, проте Крайслер, не бажаючи втрачати прибутки, ігнорує прохання Вілліса, коли Вілліс прибуває в США, його зустрічають забиті склади з автомобілями і анульовані замовлення, борги підприємства склали $ 17,357,000. Вілліс шле Крайслера під три чорти, той іде управляти фірмою Maxwell-Chalmers, прихопивши з собою інженерів фірми, а також креслення 6-циліндрового прототипу, який вже в 1924 році був запущений у виробництво як «Крайслер Сікс», а через рік фірма «Максвелл» перейменовується в «Крайслер».
Щоб погасити борги і не пустити підприємство з молотка, Вілліс продає активи, що залишилися, авіаційної компанії і завод в Елізабет, який раніше належав Дюзенбергам. Завод, оснащення і проєкт на нову машину купує Дюрант, який починає виробляти там автомобілі марок «Стар» і «Флінт», останній був вельми схожий на «Крайслер Сікс», що й не дивно, обидві машини були розроблені фірмою «Вілліс-Оверленд». Сам Вілліс просить у банкірів відстрочку до 1.12.1923, ті погоджуються, а сам Джон Вілліс пакує валізи і особисто переїжджає з міста в місто для налагодження контактів з дилерами, щоб не втрачати час, він ночував у поїздах, а не в готелях.
У підсумку 30 вересня 1923 року Вілліс гасить всі борги, знову ставши самостійно управляти компанією. Протягом 1924 року марка «Стефенс» випускає останні автомобілі, «Оверленд» збільшує об'єм мотора свого 91-го, тепер він дорівнює 2.5 л, а потужність — 30 силам, також з'являється модель 92, із збільшеною на 13 см базою.
«Вілліс-Найт» продовжує випускати модель 64 і варіант з подовженим шасі — 67. У цей період компанія випускає по 850 авто в день, зумівши досягти прибутку в $ 13,034,032.

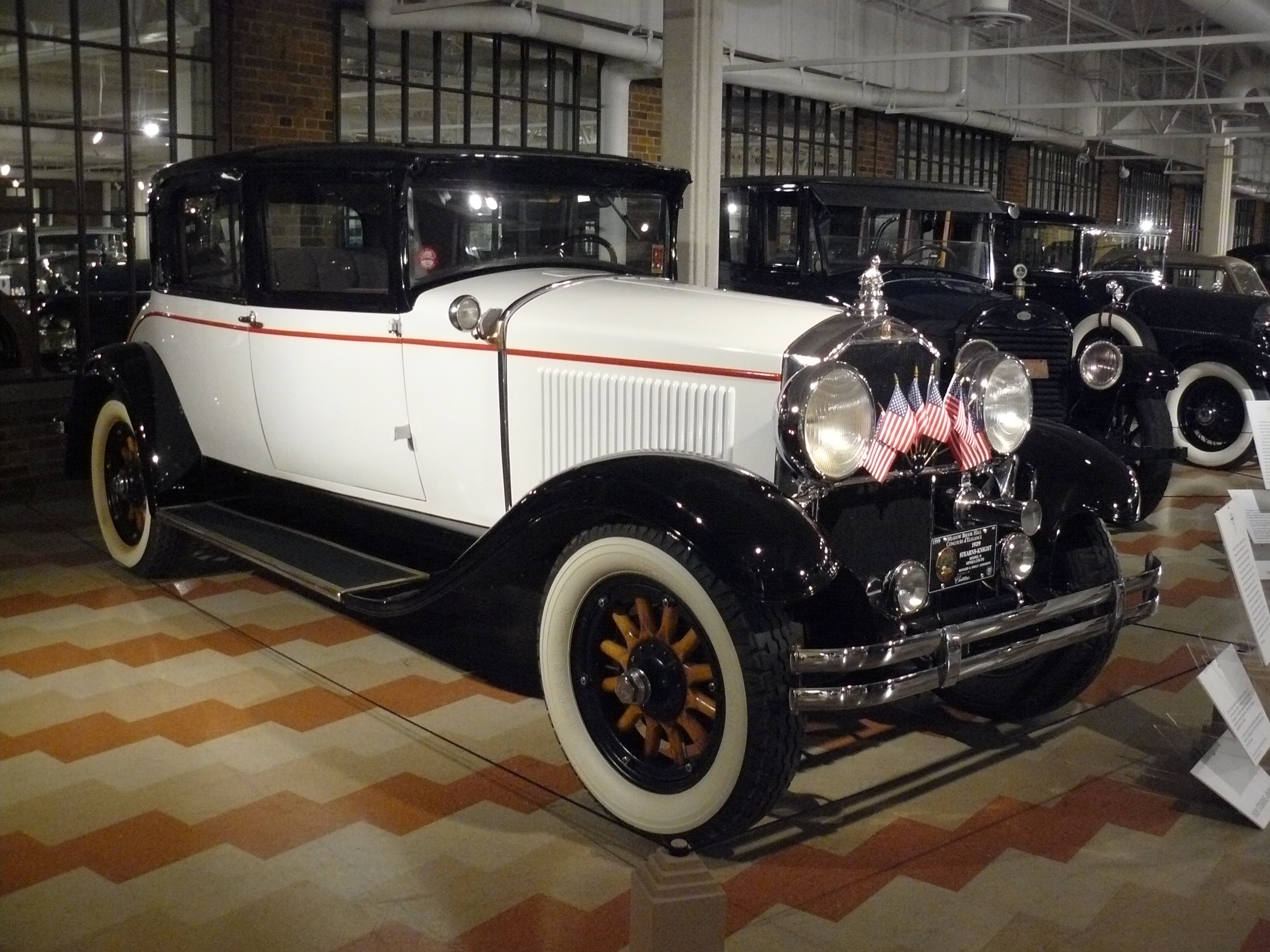
Stearns-Knight 6C

У 1925 році Джон Вілліс купує фірму, яка також виробляє автомобілі з моторами конструкції Найта, це була фірма F.B. Stearns Co, яка випускала автомобілі під маркою Stearns-Knight. І хоч марка не входила в концерн, але належала Джону Віллісу, до речі, з середини 20-х мотори і для «Вілліс-Найта», і для «Стірнс-Найта» випускали заводи «Вілліс».
Модельний ряд фірми «Стірнс-Найт» становили на 1925 рік:
B4 — 4.1 л і 23 сили;
C6-95 — теж 4.1 л, але з 6-ма циліндрами і 25 силами;
S6-95 — 4.8 л і 30 к.с..

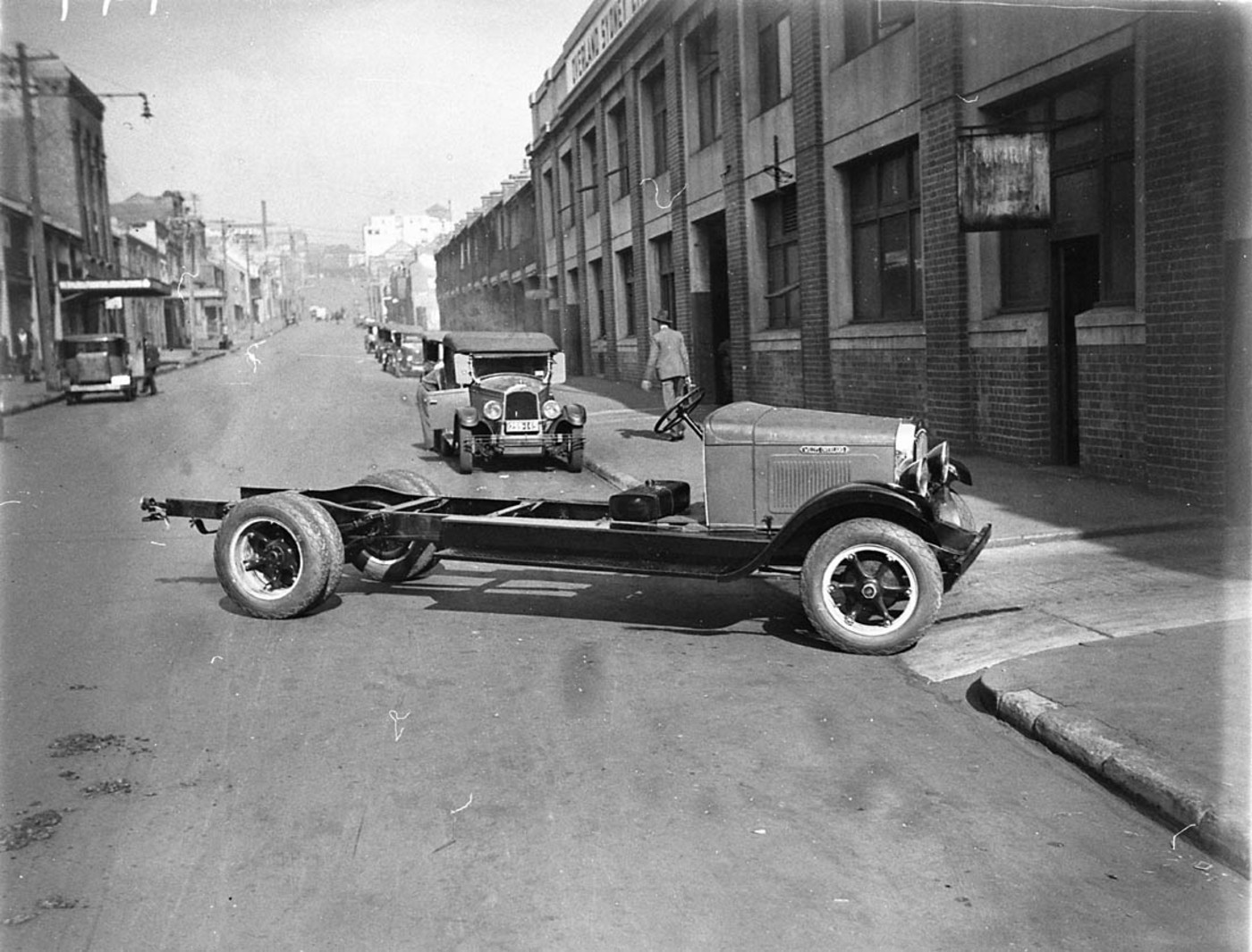
Шасі Willys Overland Crossley B1

А в Британії в цей час запускається в серію комерційний транспорт марки Willys Overland Crossley, на базі моделі 4 стали випускати 1 т вантажівки.

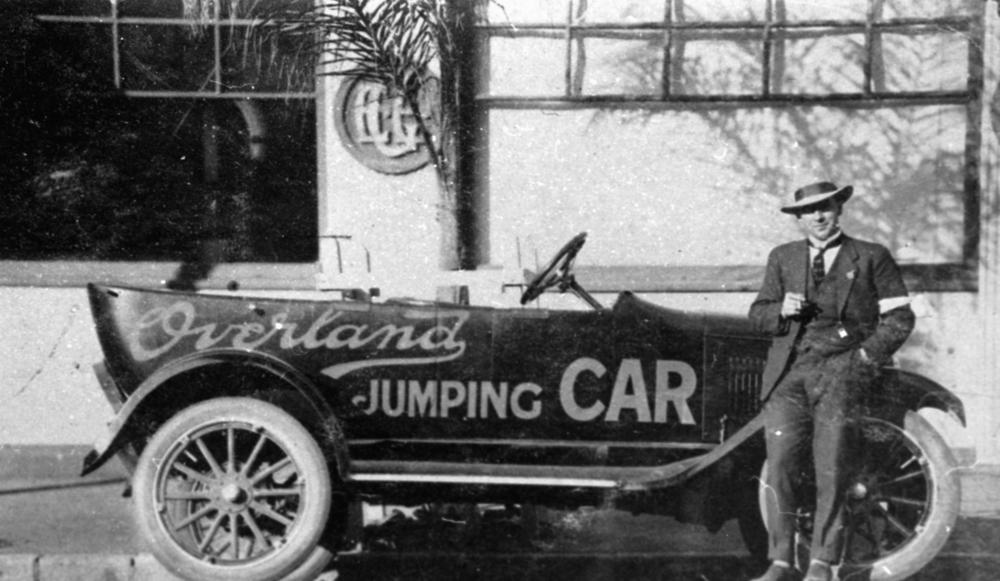
Overland 93

Тоді ж з'являється 6-циліндрова модель у «Оверленд», яку запускають у серію по обидві сторони океану — 93.

## Автомобілі Whippet

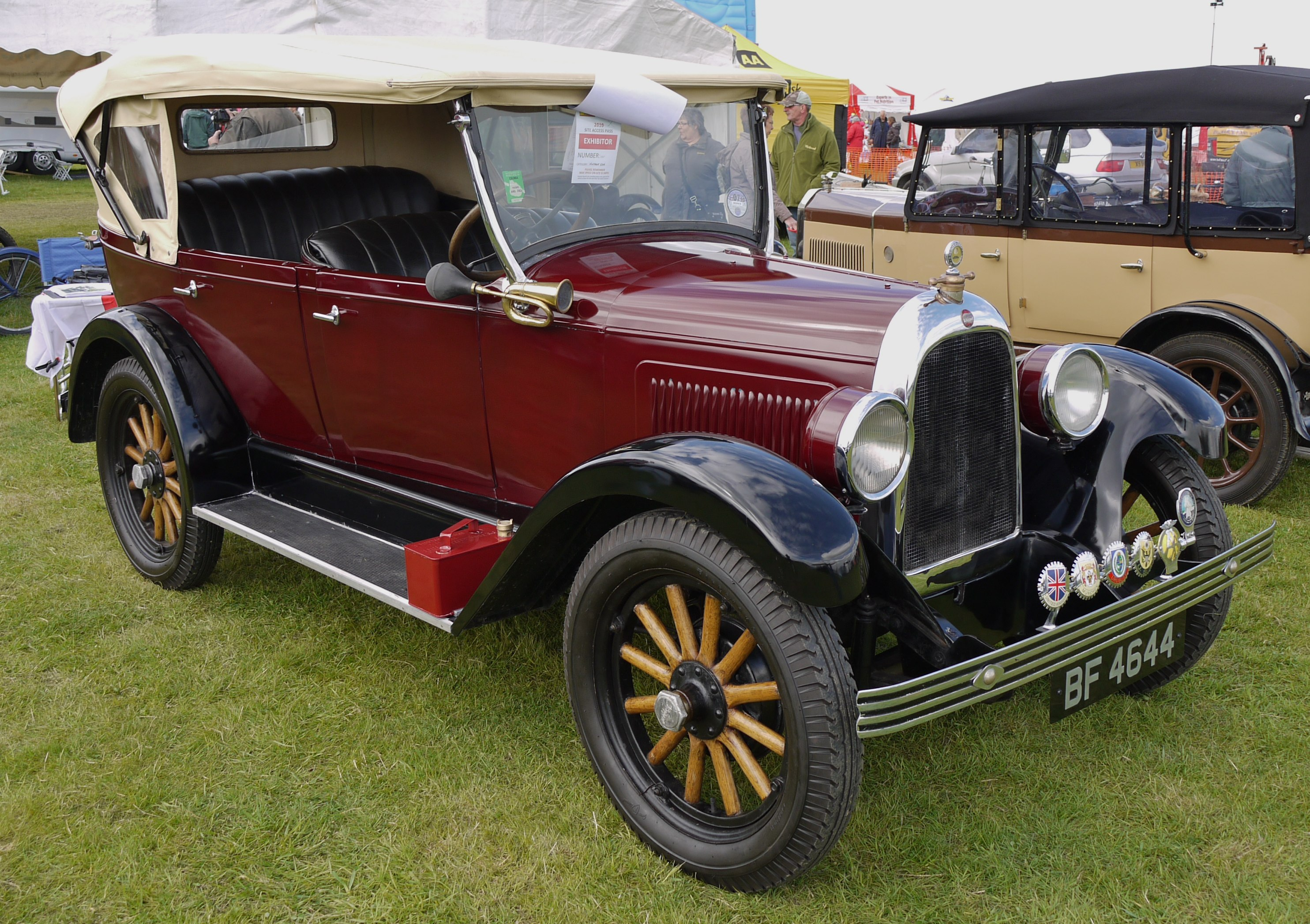
Whippet 96

У червні 1926 року оголошується про вихід нової моделі — Overland Whippet 4/6. Це були дуже дешеві автомобілі, які коштували від 495 доларів, і були найдешевшими авто на ринку на той момент, але це не означає, що гіршими. Автомобіль «Уіппет» оснащувався мотором з водяною помпою і вентилятором, гальма коліс були на всіх колесах, а дизайн автомобіля був зроблений в європейському стилі. Через рік, однак, ім'я «Оверленд» припинили використовувати, марка автомобіля стала називатися Whippet, а моделі отримують індекс 93 і 96.

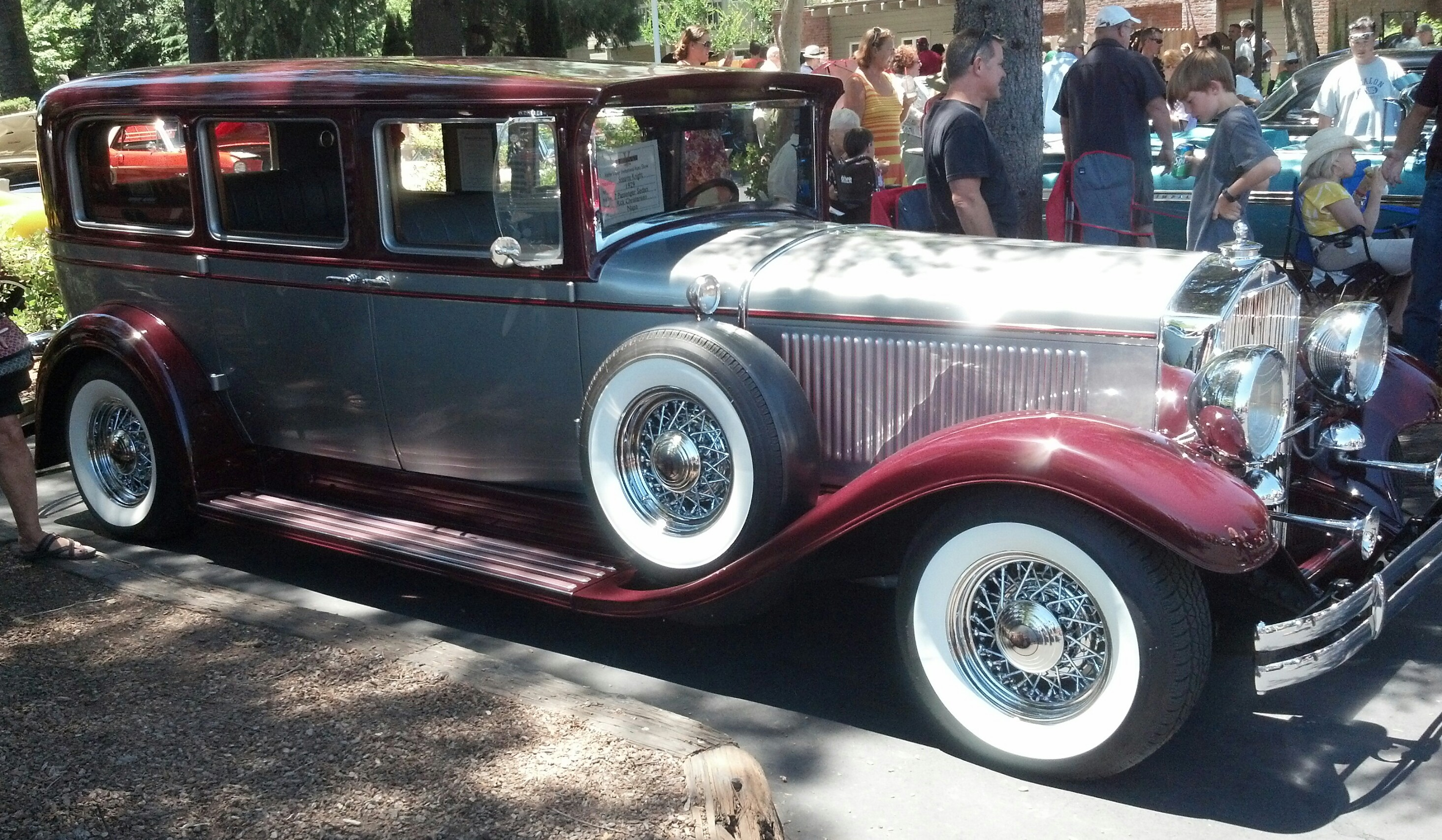
Stearns-Knight J8-90

У 1927 році Stearns-Knight отримує 8-циліндровий мотор, об'ємом 6.3 л і потужністю від 112 до 120 сил, машини отримали індекс в залежності від потужності і довжини рам: G8-85, J8-90 і H8-90.

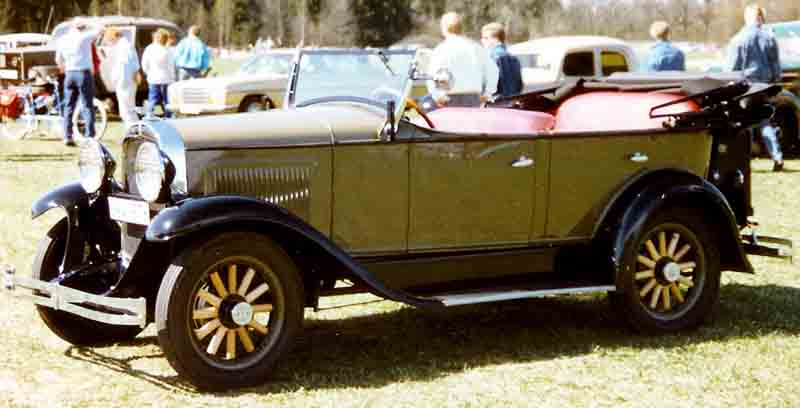
Whippet 98A

Джон Вілліс влітку 1929 року продає частину своєї фірми за 21 млн доларів, а сам вирушає послом до Польщі. Через місяць починається рецесія економіки, яка обернулася біржовим крахом 24 жовтня 1929 року. Куля накочувався з такою потужністю, що в підсумку конвеєр F.B. Stearns Co, яка випускала автомобілі Stearns-Knight, був зупинений 20 грудня, а вже 30.12.1929 року фірма, на автомобілях якої на радіаторних решітках була знаменита біла облямівка, була ліквідована. Новинки з 6-циліндровими моторами M6-80 і N6-90, які мали розрізнялися тільки рамою, а мотор у них був один — 70-сильний 4.2 л, знайшли нове життя, як Whillys-Knight 66A. Тоді ж зникає з каталогів і марка Whippet.
У 1929 році у фірми «Вілліс-Оверленд» відкрився завод в Берліні, а в 1930 — в Антверпені, їх довелося закрити. Ще в 1929 році в Стоктоні, що в Британії було призупинено випуск легкових автомобілів, а з воріт заводу став сходити тільки комерційний транспорт.

## Нові автомобілі Willys

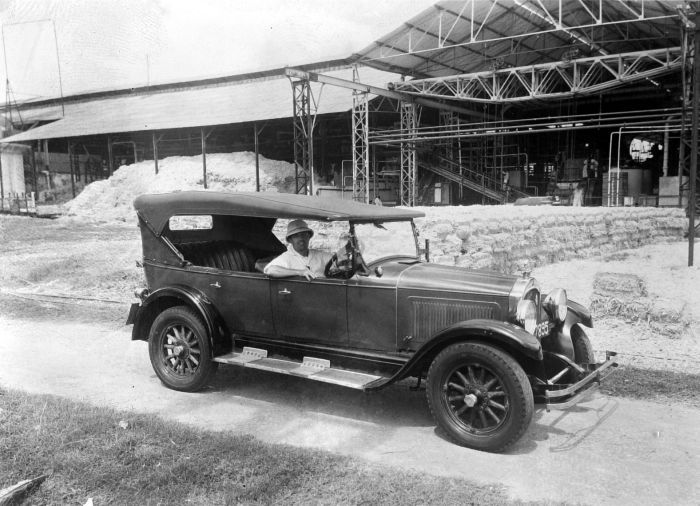
Willys 98B

Стара американська марка Stearns-Knight канула в небуття. Марка Whippet перестала випускати 6-циліндрову модель Whippet 98А, а вона трансформується в автомобіль нової марки — Willys 98B. «Вілліс 98В» отримав збільшений з 2.9 до 3.1 л мотор, однак під маркою «Уіппет» до початку 1931 року випускаються 4-циліндрові автомобілі серії 96А з мотором 2.4 л і 40 силами.

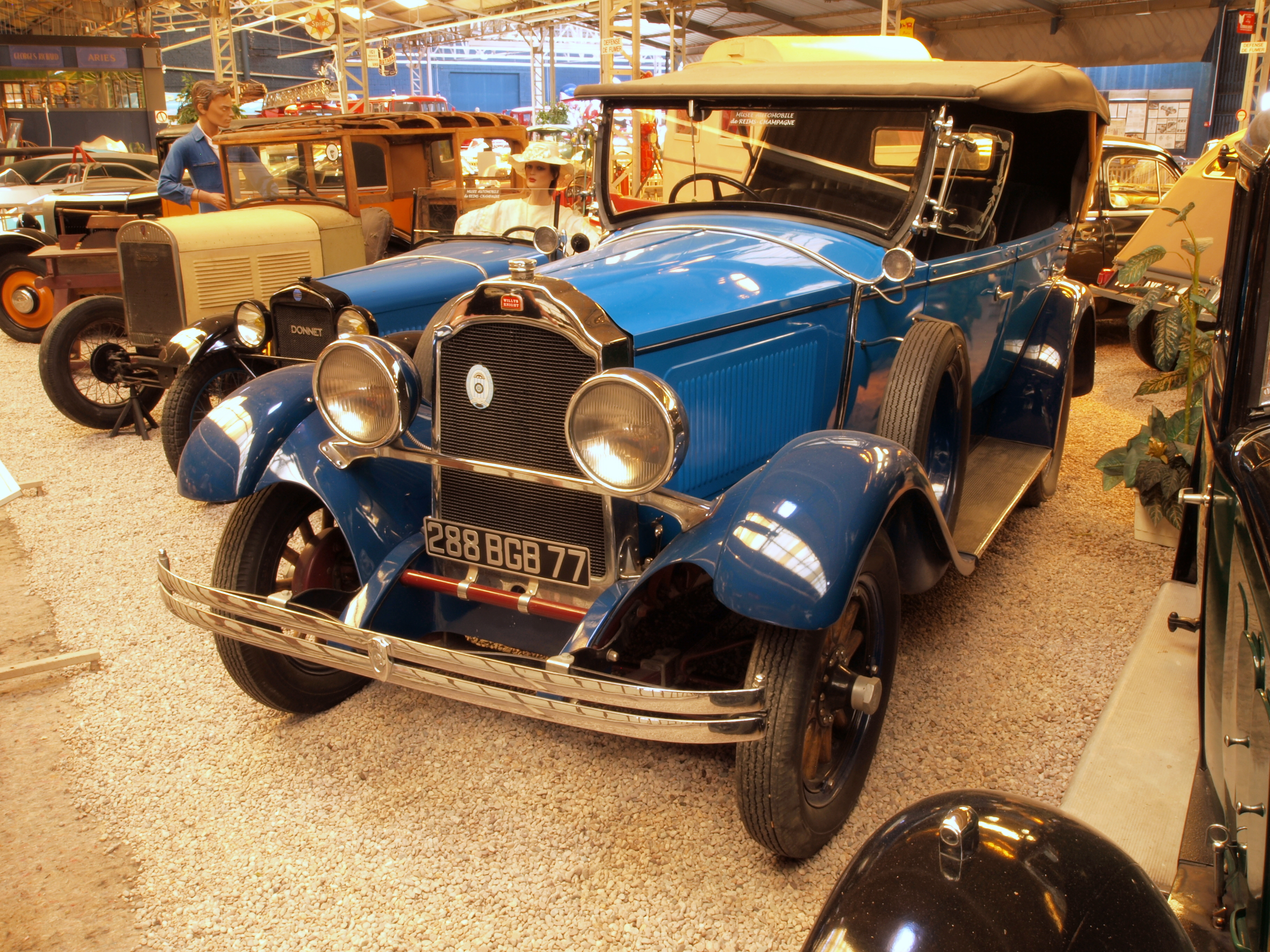
Willys-Knight 66B

Новинки 1929 року фірми Stearns-Knight серії M/N6-80 трансформуються в автомобіль Willys-Knight 66A.

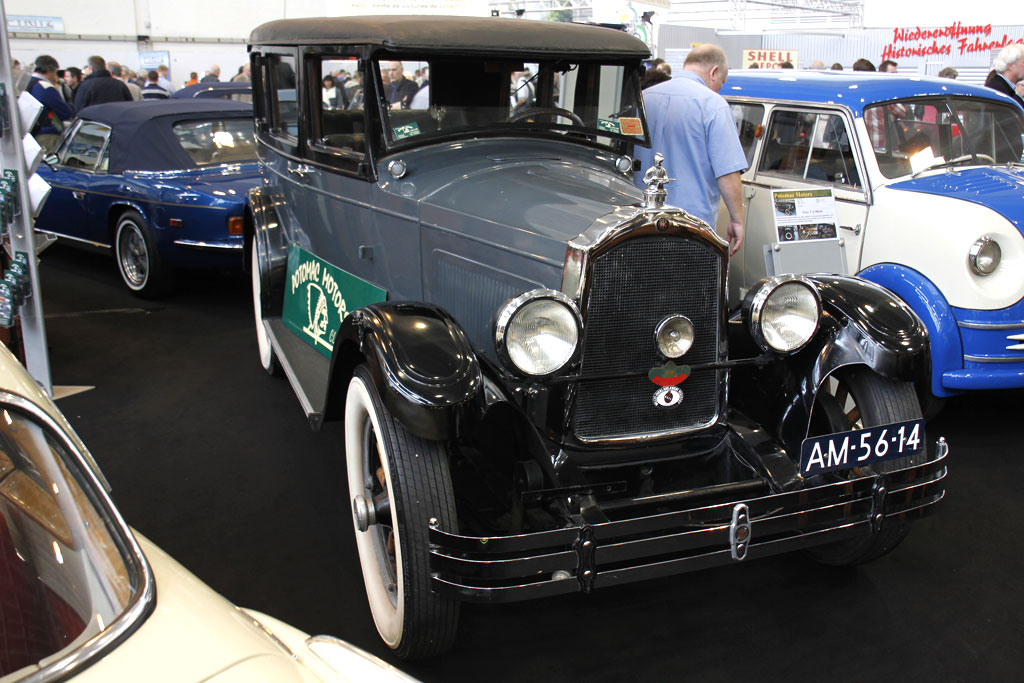
Willys-Knight 70B

Одночасно з нею випускається і нова модель самої марки W-K — серія 70, з 2.9 л 6-циліндровим мотором системи Найта і потужністю 53 к.с..

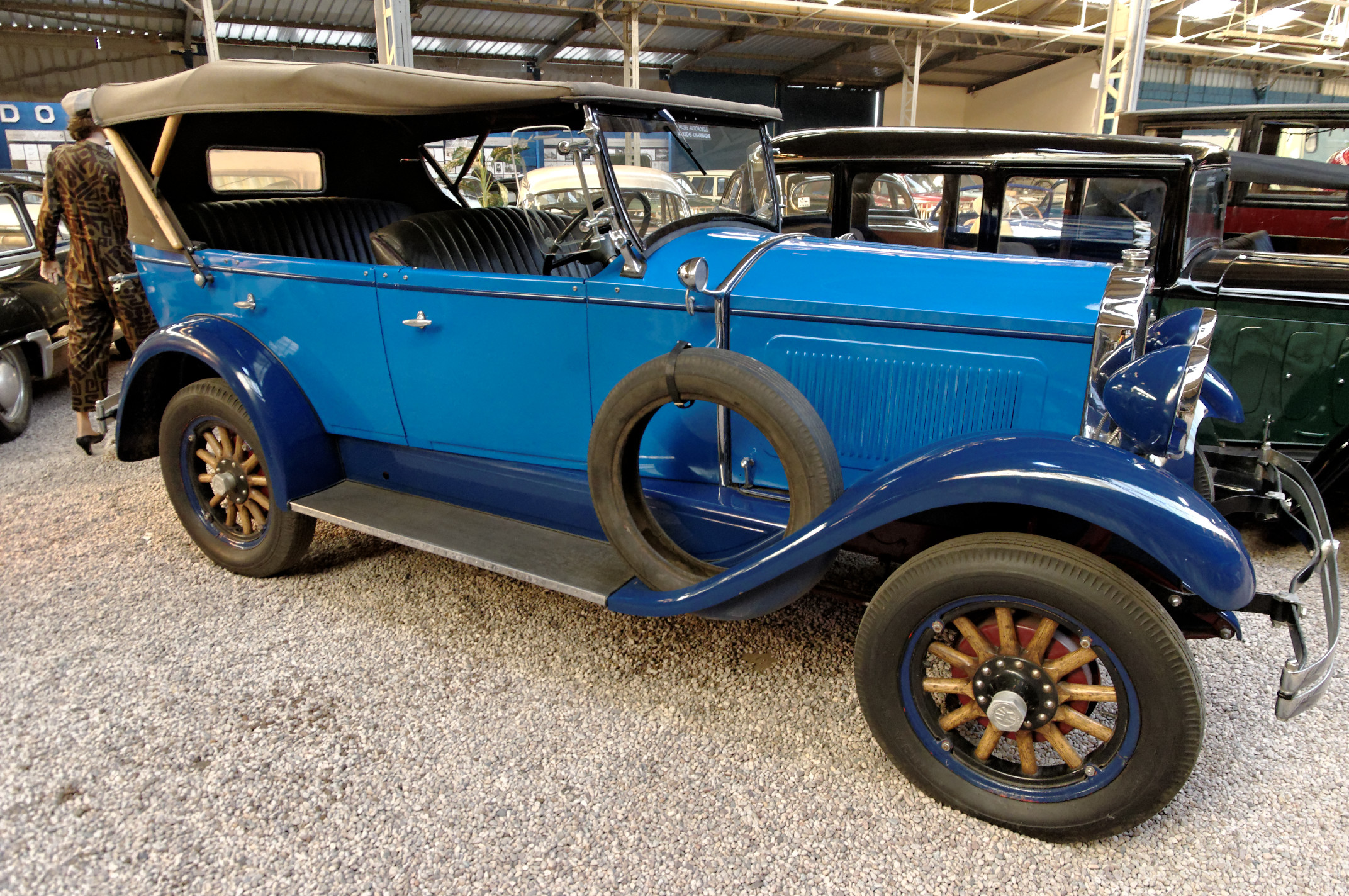
Willys-Knight 70A

Тоді ж налагоджується виробництво вантажівок марки «Вілліс» — C101, його в/п була 1.75 т і мотор такий же, як на моделі 98В.

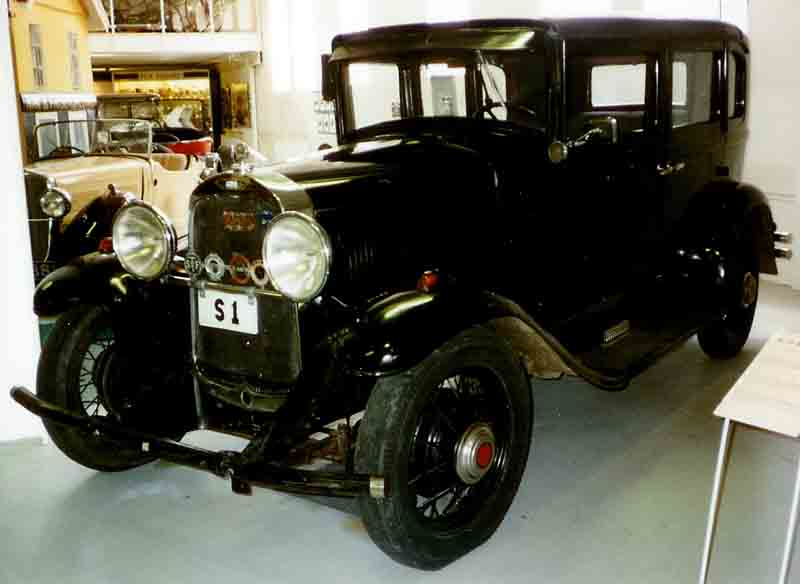
Willys 8-80

У 1931 році марка «Уіппет» йде на смітник історії, марка «Вілліс» отримує 8-циліндровий мотор від «Вілліс-Найт», машина 8-80 позиціонується як доступніша, мотор, об'ємом 4 л, розвивав 80 сил.

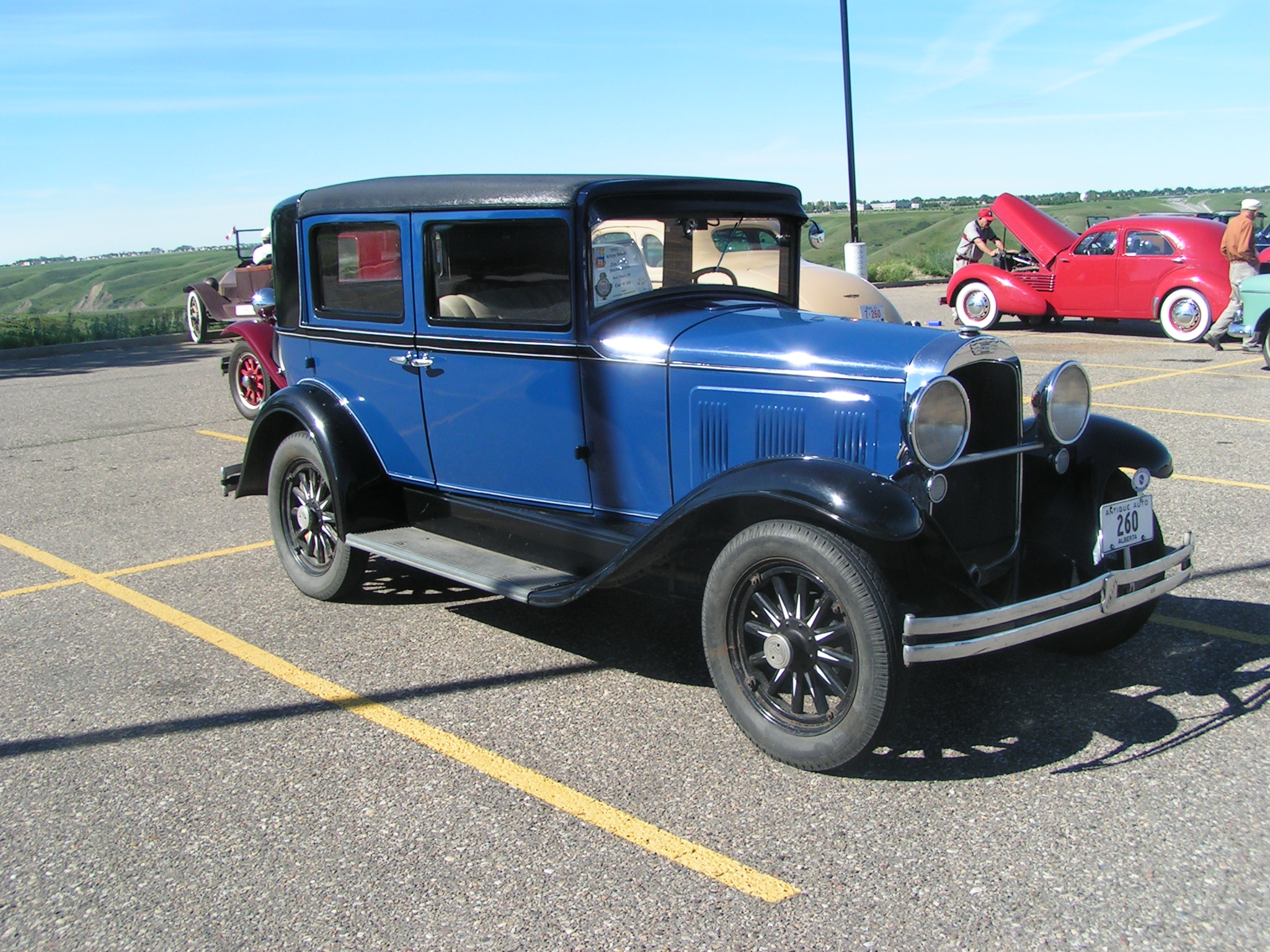
Willys 6-98D

Одночасно з нею з'являються моделі 6-97 і 6-98, 6-97 був побудований на шасі моделі 98В, а нова 6-98 — на подовженому на 8 см шасі, модель 97 стає найдешевшою машиною компанії, базова ціна починається з 495 доларів.
Британський завод продається фірмі AJS, яка в 1933 році припиняє випуск автомобілів, продовживши виробництво мотоциклів, які й були основним доходом фірми.
У 1932 році Джон Вілліс повертається з Польщі і намагається врятувати компанію, він береться за реструктуризацію. Автомобілі серії 6-97 і 6-98 мають тепер тільки один варіант бази, довший від 98-ї моделі, машина отримує індекс 6-90, техніка та ж, 8-циліндрова модель отримала індекс 8-88.

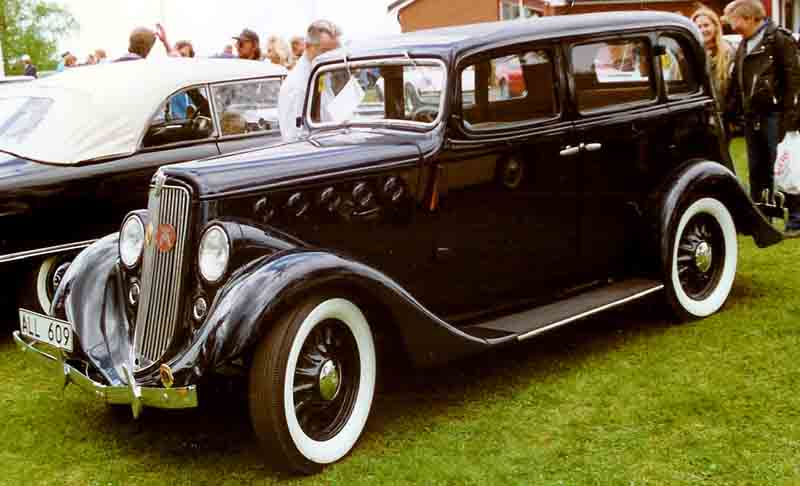
Willys 77

Наприкінці 1932 року з'являється 4-циліндрова модель 77, яка повинна замінити бюджетний автомобіль, що пішов з ринку рік тому, роль якого виконував 4-циліндровий «Уіппет».
Це був автомобіль з мотором в 2.2 л і потужністю 48 сил, що дозволяло розганятися до 120 км/год, машина була однією з найекономічніших в Америці, витрачаючи всього 9.4 л на 100 км.
Одночасно з моделлю 77 планувалося запустити серію 99, яка мала б під капотом 6-циліндровий мотор, побудувавши 15 прототипів, компанія не знаходить кошти на виробництво кузовів, проте 3.5 л 6-циліндровий 80-сильний мотор не пропав даремно, оскільки був проданий фірмі International Harvester, яка стала їх ставити на свої пікапи.

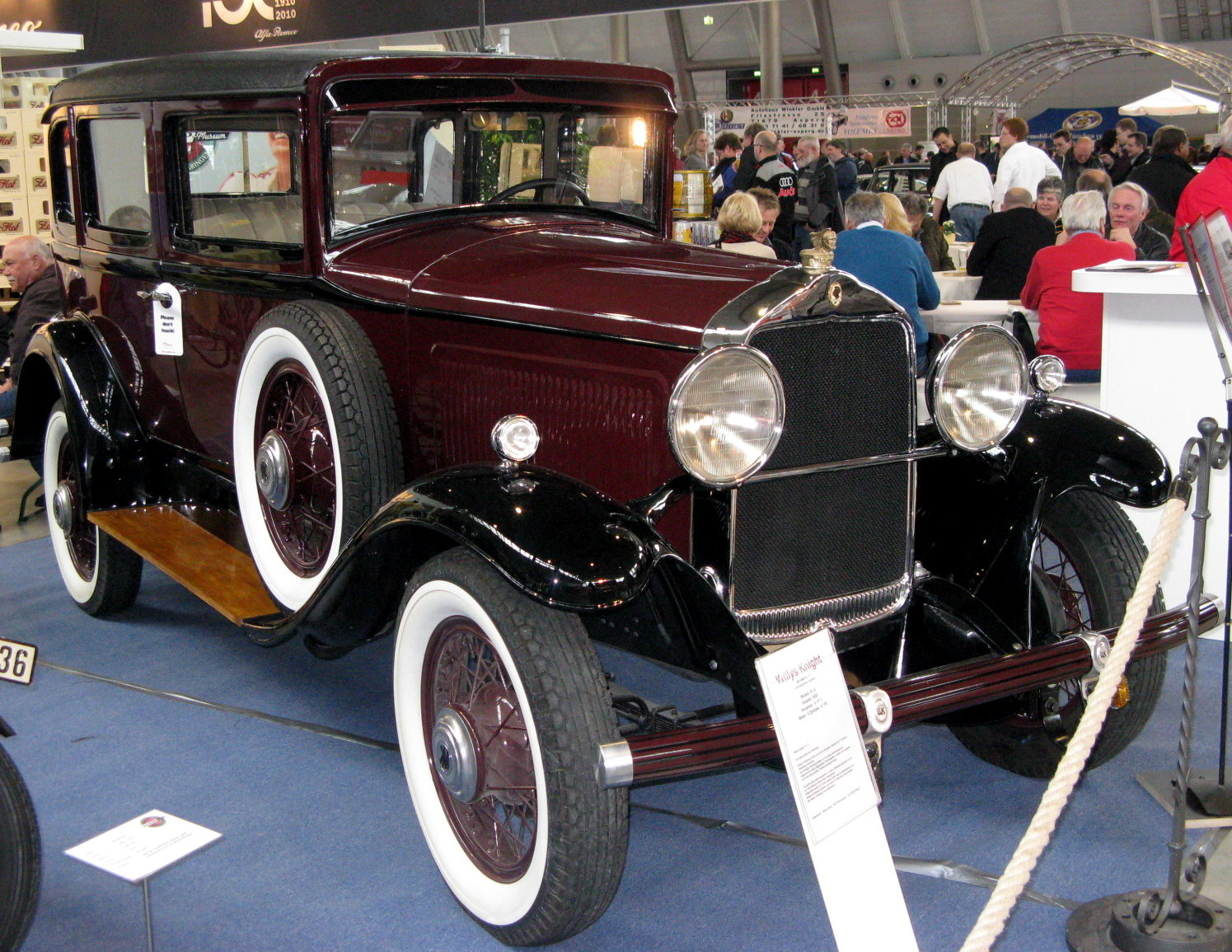
Willys-Knight 66E

Однак в 1933 році Віллісу довелося, згнітивши серце, закрити своє улюблене дітище — «Вілліс-Найт», моделі 95 і 66Е з моторами системи Найта були останніми в США, і з випуском останньої машини, якою був 66Е, в США закінчилася ера «безшумних» моторів.
У виробництві залишаються лише автомобілі марки «Вілліс», Джон Н. Вілліс хотів і далі модернізувати і реструктуризувати виробничу лінію своєї фірми, але, на жаль, він помер від серцевого нападу 26 серпня 1935 року.

Willys 37 Series

У 1936 році федеральний суддя Джордж П. Хан звільнив фірму від банкротних зобов'язань, фірму перейменували в Willys-Overland Motors. Фірмі дали добро на модернізацію її моделей, до 1937 року із серії 77 з'явилася модель, яка називалася просто, — 37 Series, модель 1938 року — 38 Series. Автомобіль оснащувався все тим же 2.2 л мотором.
У 1938 році фірмою Вілліс приходить управляти Джозеф Вашингтон Фрейзер, він був прямим нащадком Джорджа Вашингтона по материнській лінії, і до приходу у фірму «Вілліс» керував корпорацією Крайслера.
У 1939 році автомобіль отримує індекс 48 Series, проте тоді ж з'являється машина марки Overland, тільки тепер «Оверленд» стоїть над маркою «Вілліс».

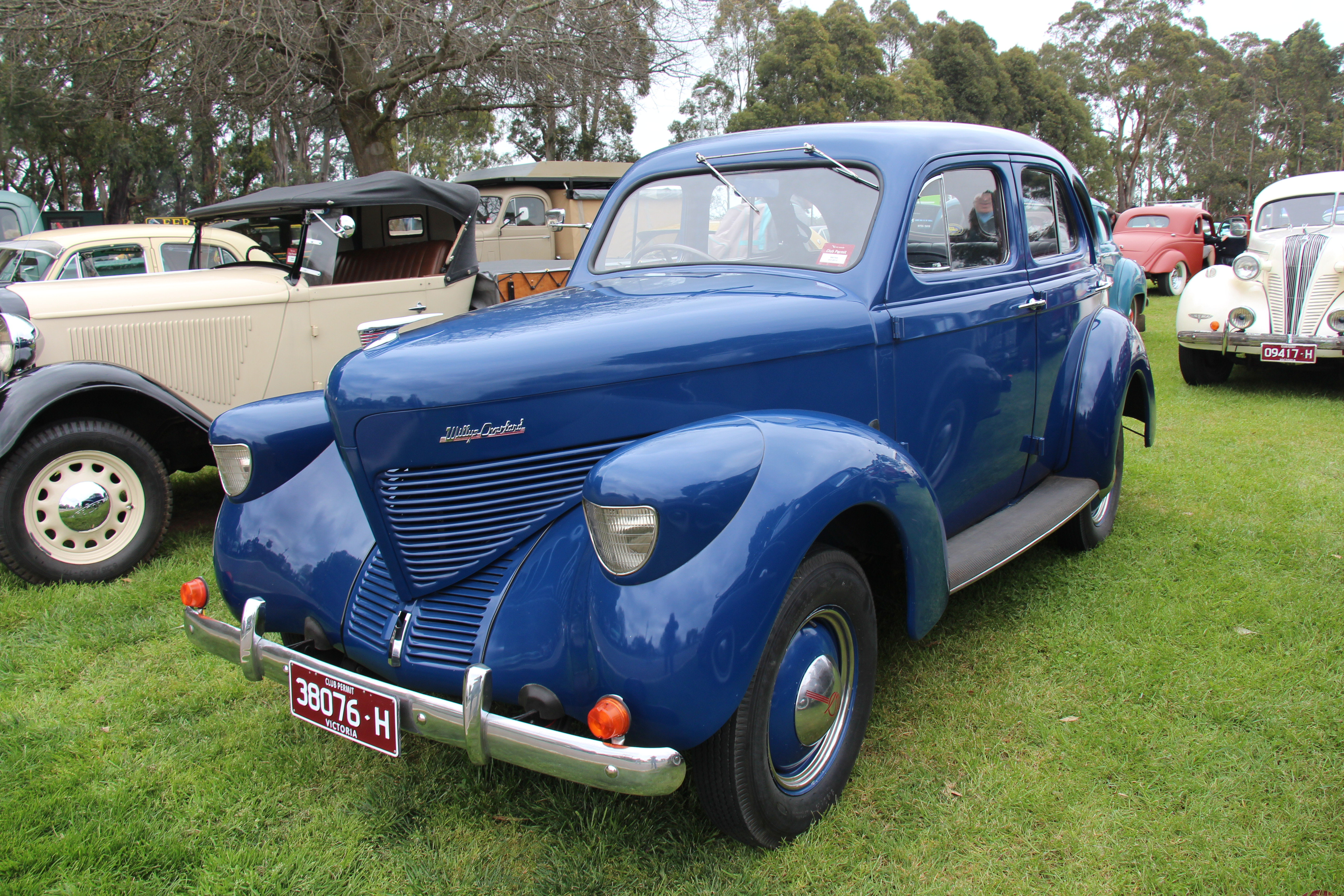
Overland Speedway

Overlend Speedway отримує збільшену на 5 см базу, гідравлічні гальма всіх коліс і двигун, потужністю в 61 к.с..Проте машина, ім'я якої асоціюється з дешевою продукцією, не знаходить свого покупця, тому з 1940 року марка знову зникає з каталогів.
Модель «Спідвей» починає продаватися під маркою «Вілліс».

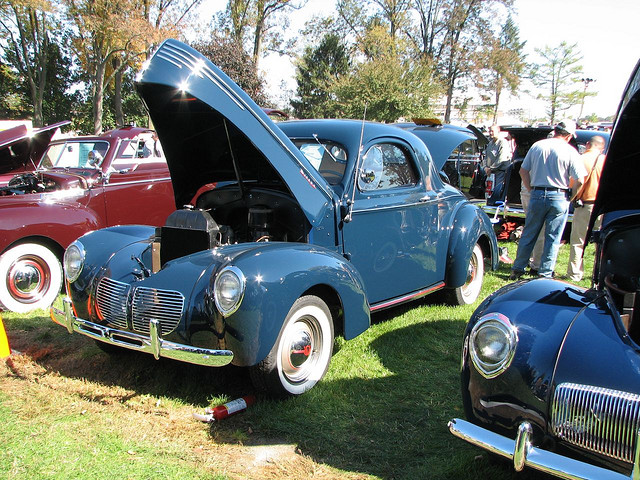
Willys Americar

У 1941 році відбувається чергове оновлення, база знову подовжена на 5 см, а потужність збільшили до 63 к.с., автомобіль отримує патріотичне ім'я — Americar 441. 1942 року «Амерікар 442» стала останньою громадянською машиною, що зійшла з конвеєра.
А конвеєр всесильно захопила модель MB.
Модель «МБ» спочатку була розроблена американською фірмою, яка колись називалася American Austin Car Company, але з 1937 несла назву American Bantam. Ця фірма розробила штабний позашляховик для потреб армії — BRC-60.

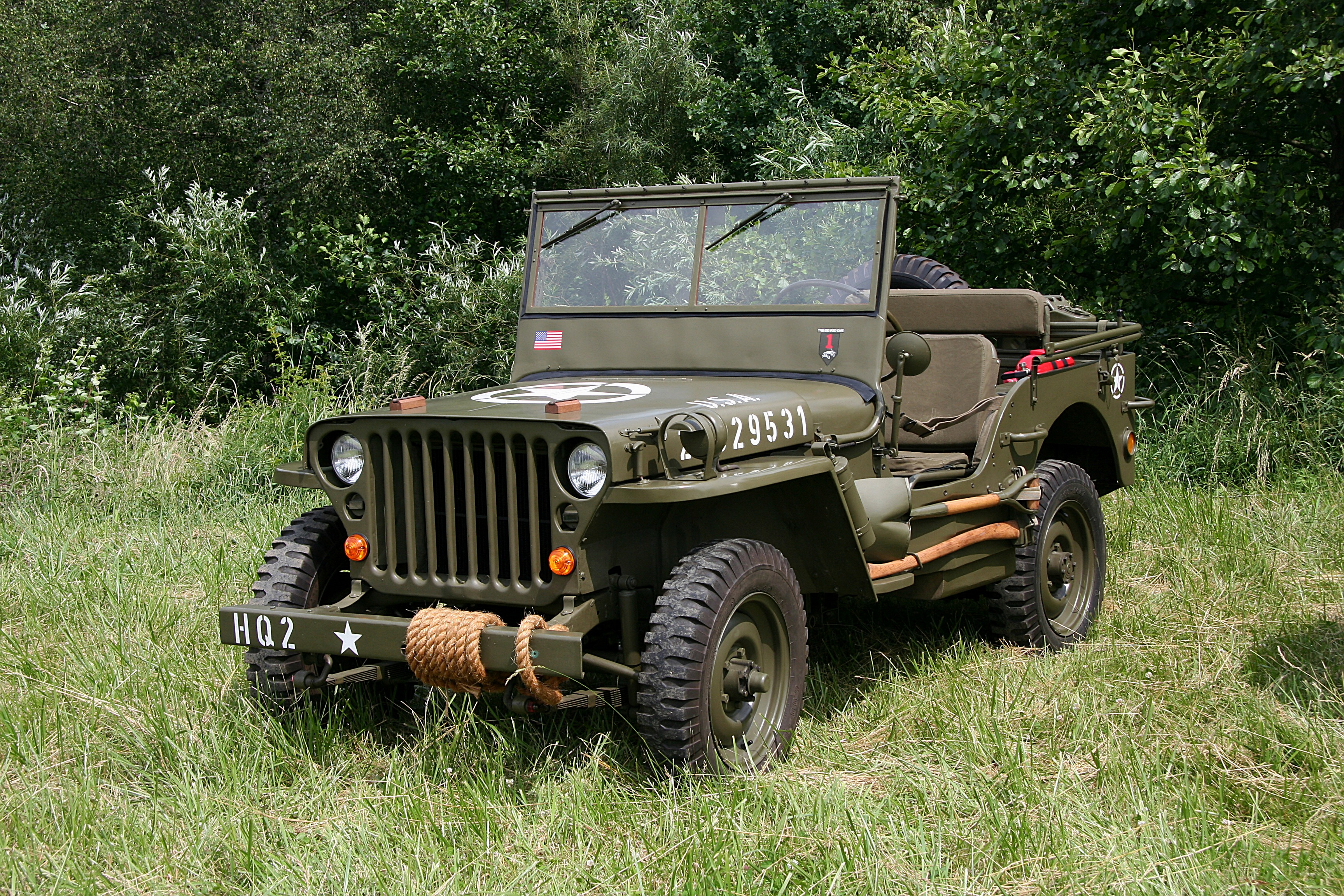
Willys MB

22 липня 1940 року американський уряд послав заявку 190 фірмам — спроєктувати військовий штабний повнопривідний автомобіль, який мав би параметри: база 190.5 см, ширина колії — не більше 120 см, порожня вага — 590 кг. Відгукнулися 2 фірми, для яких це був шанс вижити — «Бантам» і «Вілліс». Уряд дав 49 днів на побудову прототипу і 75 на подання 70 автомобілів для ходових випробувань в польових умовах. Першим виготовив автомобіль «Бантам», який вже фактично був банкрутом, сконструював автомобіль Карл Пробст, який, до речі, працював безкоштовно, оскільки у фірми не було грошей. Однак автомобіль фірми «Бантам» був занадто слабким, незабаром свій ходовий зразок показали фірма «Вілліс» — Quad і компанія «Форд» зі своїм Pygmy, обидві машини були дуже схожі на автомобіль фірми «Бантам», але оскільки у «Бантам» не було грошей, то не було і судового позову. Незабаром були побудовані перші серійні автомобілі — Willis MA, Bantam BRC-40 і Ford GP. Але в 1941 році у виробництві залишаються тільки «Вілліс» і «Форд», фірма «Бантам» виробляє з цього часу причепи для «Вілліса» і «Форд», разом з тим конструктор «Вілліса» Делмар Рос будує мотор, який встановлюється під капот «Вілліса» і «Форд» — 4-циліндровий 2.2 л 60-сильний. «Форд» отримує індекс GPW, де дві букви розшифровуються як General Purpose, а буква W — як Willys, оскільки під капотом мотор конструкції «Вілліса». «Вілліс МА» перейменовується в «МВ», і отримує передок і капот, який спроєктувала фірма «Форд».
Ходить багато легенд, що слово «Джип» походить від скорочення слів GP, ніби солдати вимовляли назву моделі «Форда» як «Gee P», але це версія фірми «Форд». Насправді слово Jeep, з'явилося ще в 1936 році в коміксах про Попайа, в яких був вигаданий звірок, якого звали Юджин Джип (Eugene the Jeep), який міг проходити крізь стіни, також перед війною одна фірма випускала трактори з такою моделлю, і найімовірніше, саме через хорошу прохідність машини вона і отримала прізвисько «Джип».
У лютому 1943 року фірма «Вілліс» стала використовувати скорочення цього слова у маркуванні своєї майбутньої моделі, яка повинна була з'явитися після війни — CJ2А (Civilian Jeep — «Цивільний Джип»), літеру 1 мав прототип, який в серію так і не пішов.
CJ2 був випущений ще в 1944 році, і випускався до 1945 року для цивільних осіб, всього було продано 45 таких автомобілів, це були перші машини, на капоті яких було наштамповане слово JEEP.

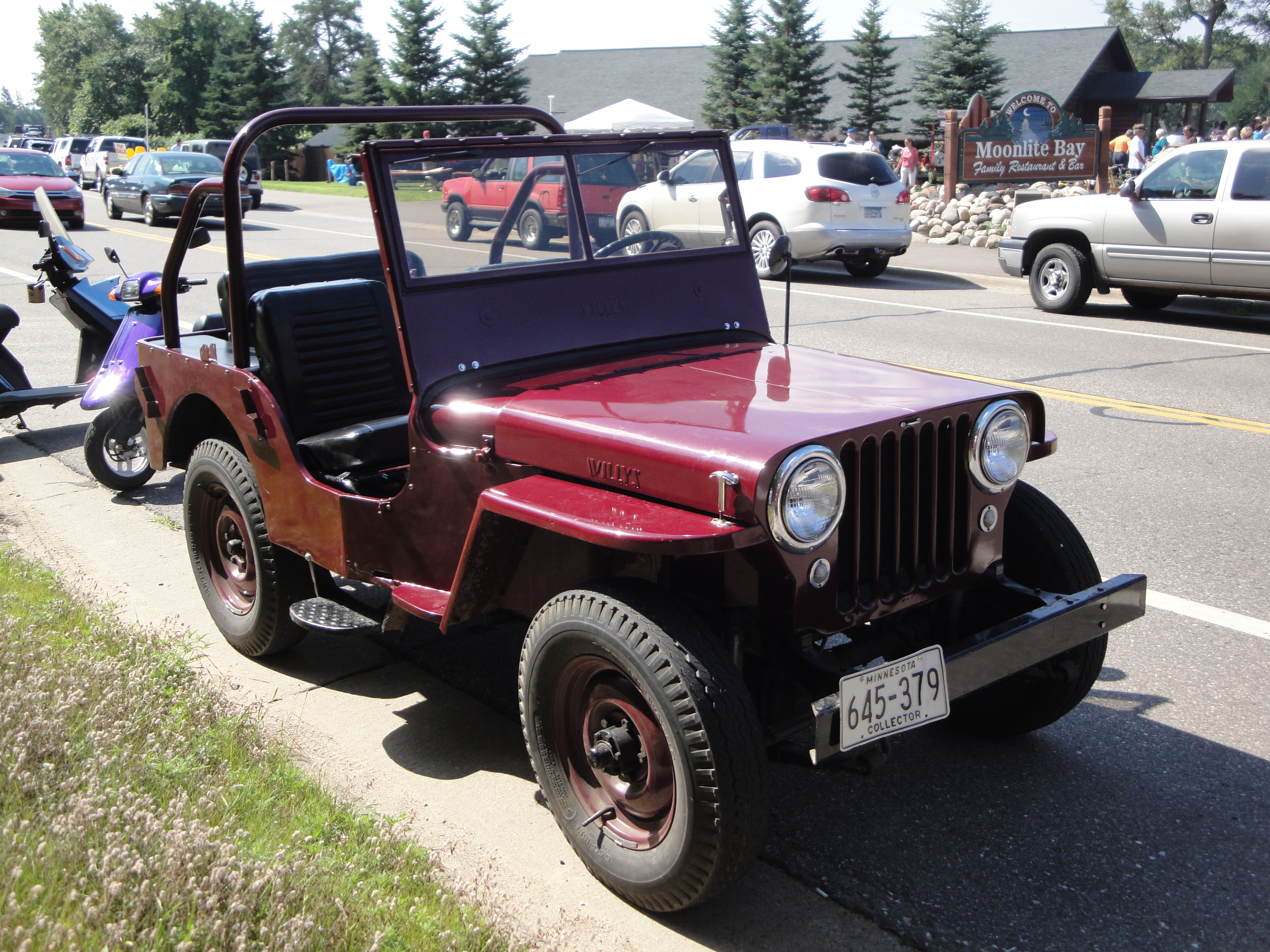
Willys CJ2A

Модель же CJ2A отримала більші фари, поворотники і громадянську розмальовку: салатового, жовтого, червоного і синього кольору.

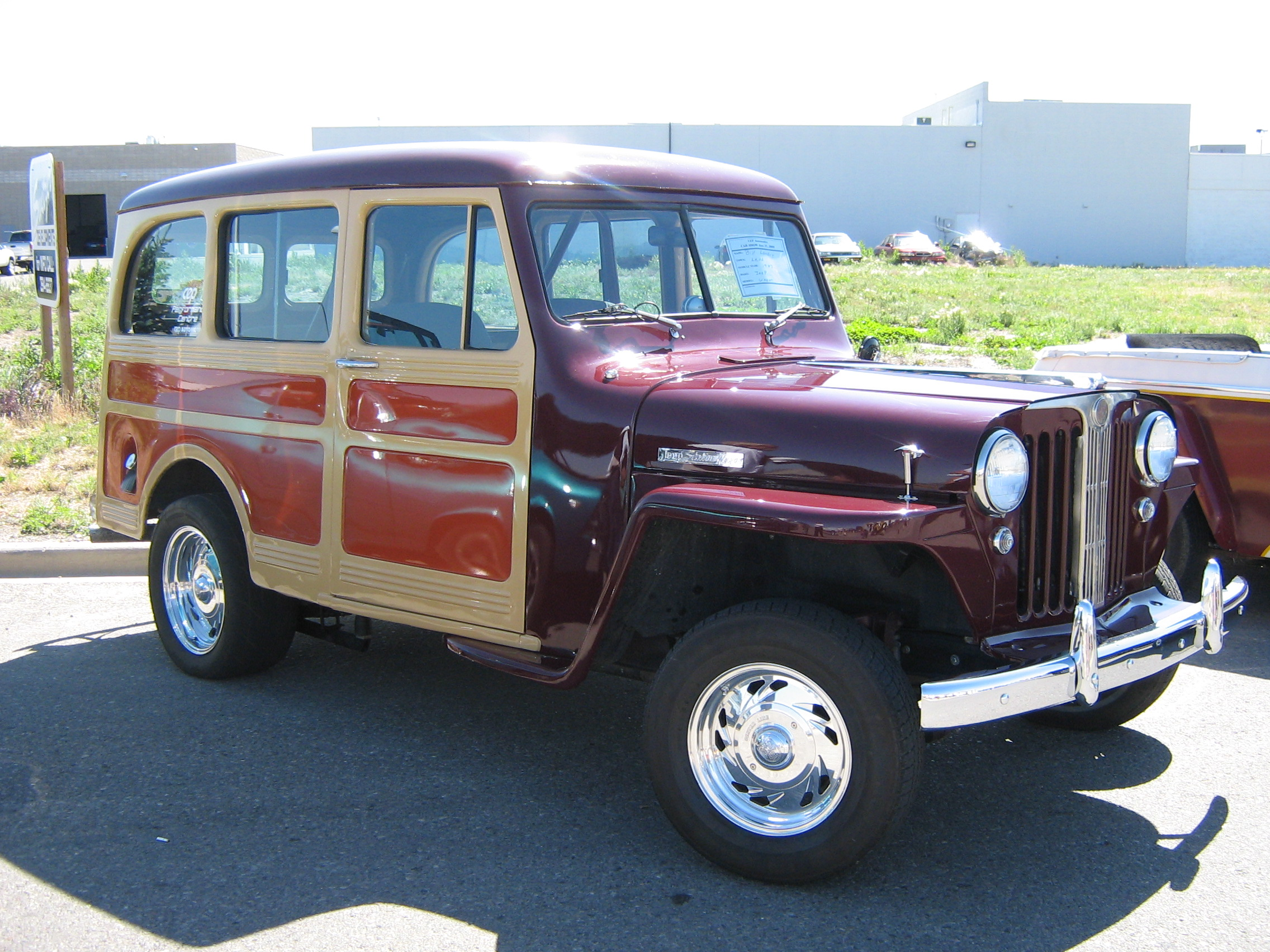
Willys 463 Station Wagon

У 1946 році фірма хотіла запустити модель 6-70, яка мала б передню незалежну підвіску, але, на жаль, планам не судилося збутися, замість неї запустили задньопривідну модель 463 Station Wagon.
Через 2 роки з'являється 6-циліндрова версія цієї моделі, яка отримує індекс 663, його об'єм — 2.4 л, і потужність — 72 сили, а також була версія з кузовом пікап.

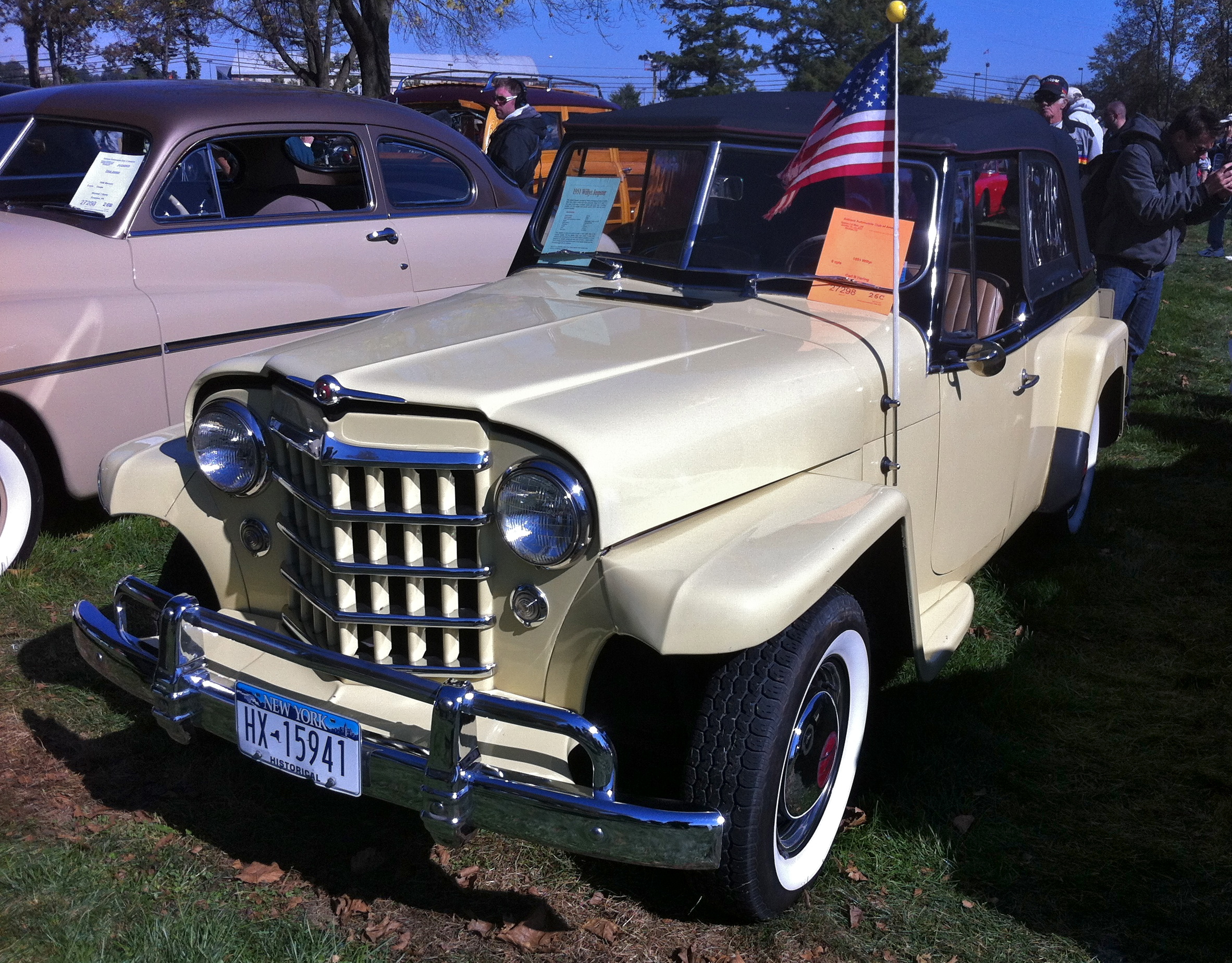
Willys VJ3 Jeepster

Новинкою стала і модель VJ2 Jeepster, це була громадянська машина, яка мала дизайн в стилі військової машини, проте цей дизайн і висока ціна не зробили VJ2 і модернізований в 1949 році VJ3 найпопулярнішою машиною, всього було продано близько 19 000 авто, в той час, коли CJ2 продали до цього моменту понад 200 000 машин.
У 1950 році ці легкові автомобілі, крім «Джипстера», якого знімають з виробництва, отримують на замовлення і повнопривідну трансмісію, а марка «Джип» реєструється як товарний знак фірми «Вілліс». Незабаром автомобілі серії CJ і військової M38 починаються випускатися за ліцензією в ряді країн.
У 1951 році пікап і універсал отримують збільшений до 2.7 л мотор, ці машини отримують індекс 673SD.
У 1952 році з'являється перша легкова модель, яка нагадує зовні звичайні автомобілі — серія Aero (заводський код — 475). Спочатку було 4 серії: Lark, Eagle, Wing і Ace.
«Ларк» мав 4-циліндровий 2.2 л мотор, потужністю в 75 сил, ця модель йшла тільки на ескорт, на внутрішньому ринку на неї ставився нижньоклапанний 6-циліндровий мотор, об'ємом 2.6 л з 90 к.с..

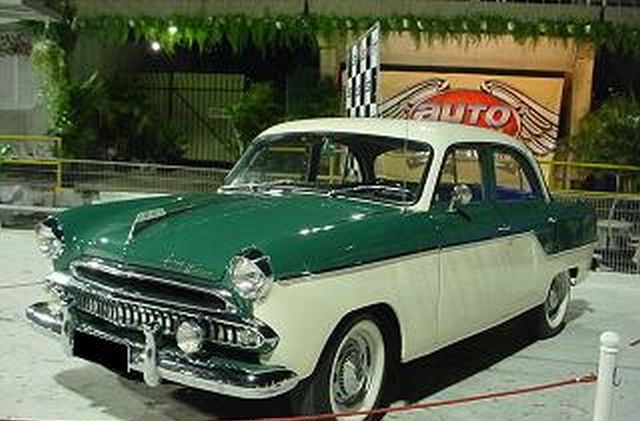
Willys Aero Wing Sedan

«Ігл», «Уінг» і «Ейс» оснащувалися 6-циліндровими моторами серії «Хурікейн» («Ураран»), який при об'ємі в 2.6 л розвивав 115 сил. Що цікаво, моделі «Ейс» і «Ігл» мали заднє скло, що складалося з 3-х частин, а модель «Уінг» — панорамне цільне скло.

## Компанія Willys-Overland у складі Kaiser Motors
У 1953 році фірму «Вілліс-Оверленд» купує Kaiser Motors, фірму перейменовують в Willys Motor Company. Тоді ж відбувається оновлення в модельному ряді «Аеро». Модель «Уінг» замінюється моделлю «Фелкон», на яку встановили 90-сильний 6-циліндровий мотор. Модель «Ігл» випускається тільки в 2-дверному кузові — хардтоп-купе, в той час як інші можна купити і в 4-дверному виконанні.
Моделі «Ейс» та «Ігл» отримують панорамне лобове скло, в той час як «Фелкон» і «Ларк» мають лобове скло з 2-х частин. Також на «Ейс» та «Ігл» стало можливим замовити автоматичну коробку передач, яку закуповували у фірми «Дженерал Моторс».
У 1954 році з'являється потужний 3.7 л мотор, в модельному ряду залишаються моделі «Аеро Ларк», «Аеро Ейс» та «Ігл». Дві останні і отримують як опцію новий мотор. Всі моделі отримують більші задні ліхтарі, а також ліхтарі заднього ходу.
Тоді з'являється модель Willys CJ5, позашляховик, який буде випускатися до 1983 року, на нього будуть встановлюватися мотори від рядної 4-ки до V8, але це вже в інші часи.
Тим часом в 1955 році відбувається фейсліфт моделі, вперше з 1952 року, «Вілліс Аеро» була єдиною машиною в США що не змінювалася разюче за 3 роки випуску, може в цьому і криється причина невдачі на ринку, хоча іншою причиною була висока ціна, справа в тому, щоб вижити конкурентів, «Дженерал Моторс» з маркою «Chevrolet» і «Ford» розв'язали в 1953 році війну цін, що і стало причиною смерті багатьох фірм, «Форд» і «Шевроле» продавали машини собі в збиток, але тим самим ставши в результаті монополістами.

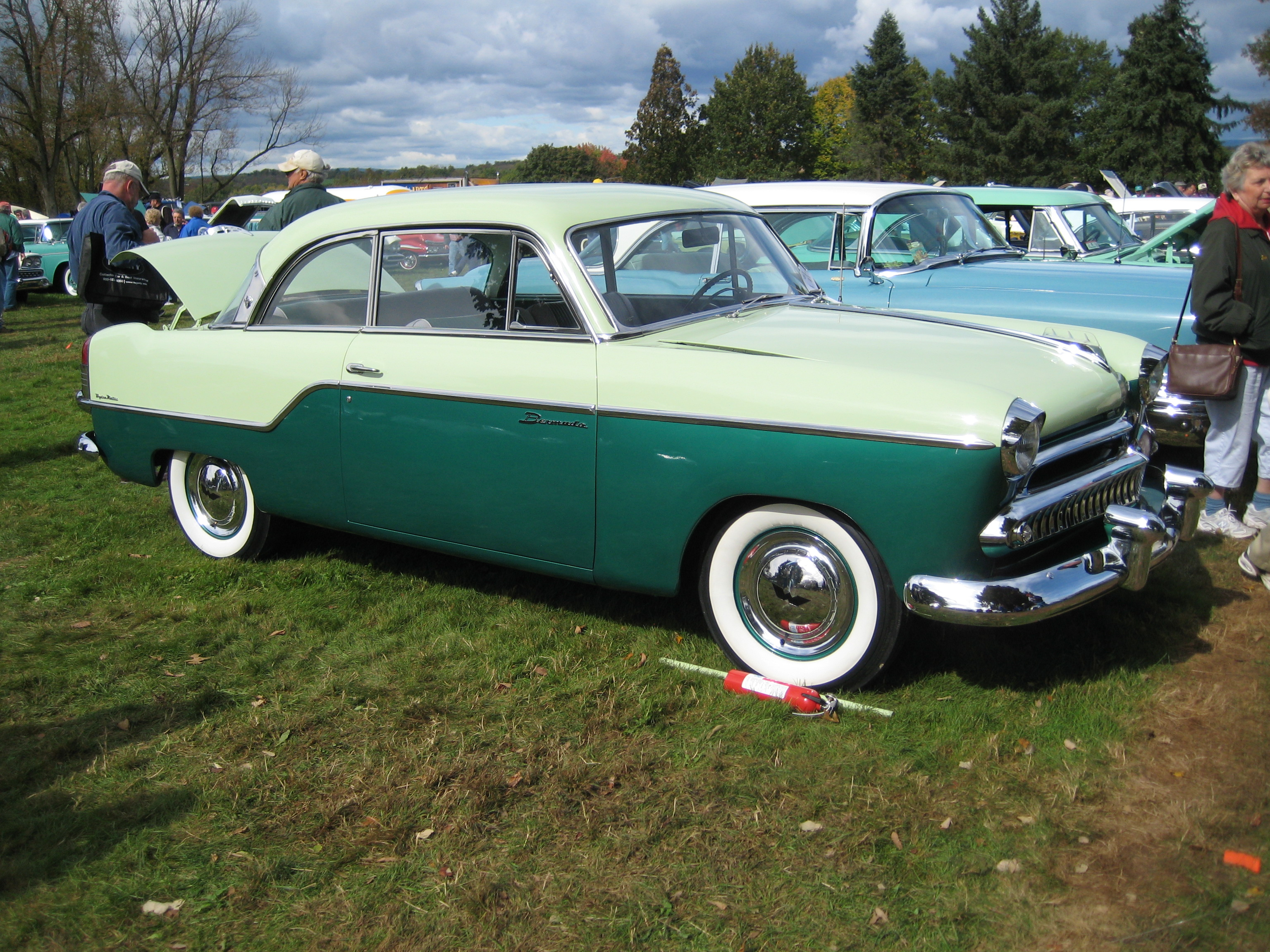
Willys Aero Bermuda

Тим часом модель «Ігл» перетворилася на модель «Бермуда», а «Ларк» — в «Кастом», також залишилася модель «Ейс».

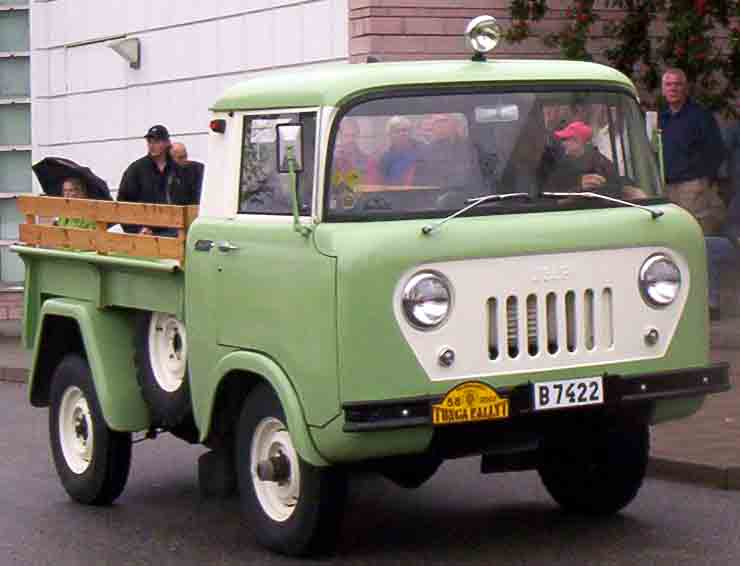
Willys FC150

Тоді ж з'являється довгобазна модель позашляховика CJ-6, яка будувалася на рамі «Стейшн Вегон». Однак у США ця модель особливим попитом не користувалася, знаходячи клієнтів в південних країнах і, як не дивно, в Швеції. Крім того, «Вілліс» починає будувати на базі CJ5 безкапотні вантажівки і мікроавтобуси серії FC.

## Припинення виробництва автомобілів. Закриття компанії
У 1955 році «Кайзер» вирішує припинити виробництво легкових автомобілів марки «Вілліс» і марки «Кайзер». Зосередившись на тому, що приносить гроші, в 1963 році фірма перейменовується в Kaiser Jeep, з 1964 року позашляхові автомобілі продаються під маркою «Джип», а марка «Вілліс» йде у небуття в США.

## Компанія Willys-Overland do Brasil
Обладнання для виготовлення легкових автомобілів було продано в Бразилію на Willys-Overland do Brasil.
Крім цього, в Бразилії випускалися французькі Renault під маркою Willys.
Willys Dauphine , копія однойменної моделі «Рено» Dauphine, випускалася з 1959 по 1965 рік. Вона оснащувалася 850-кубовим мотором, потужністю в 31 к.с..

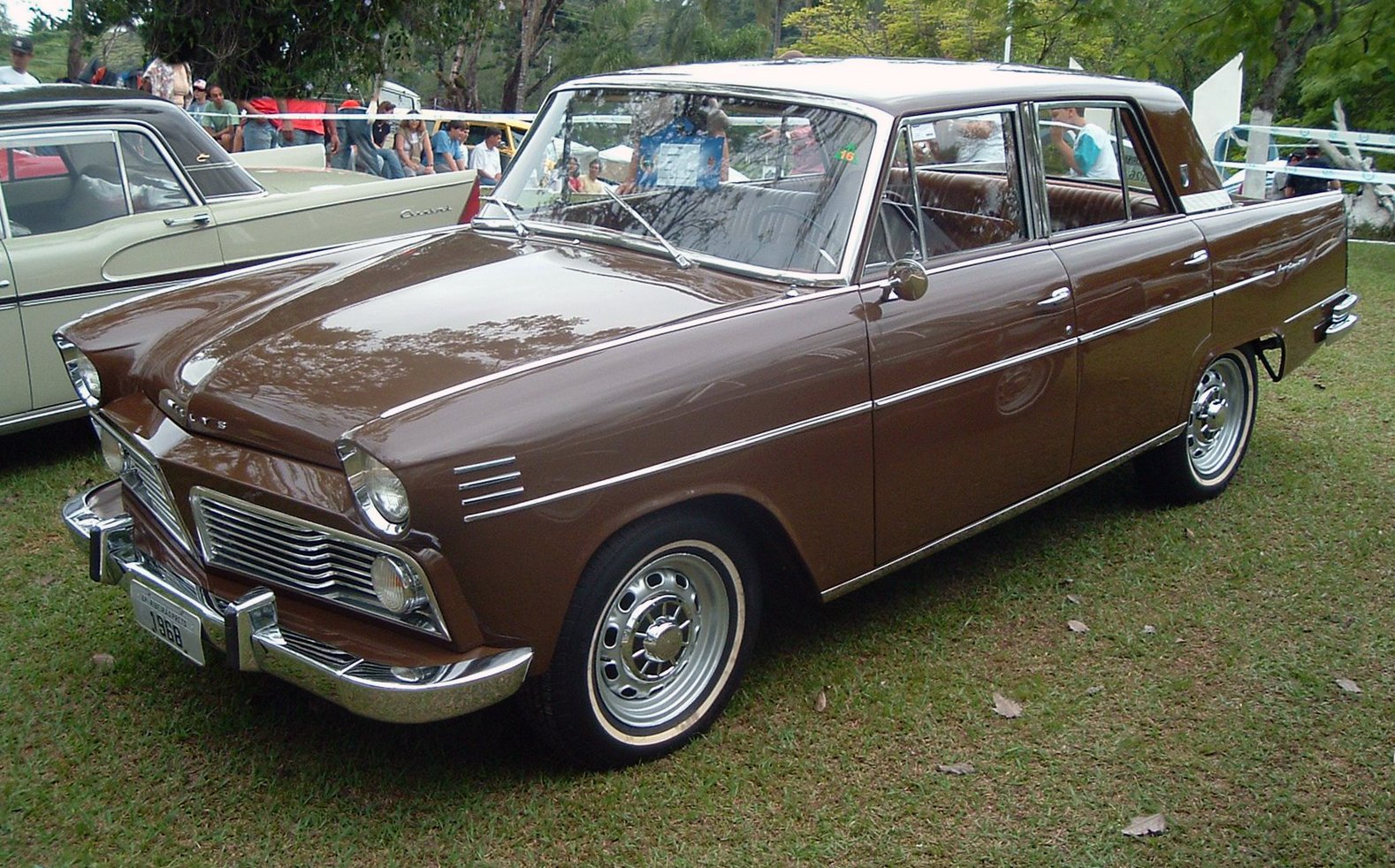
Willys Aero 2600

Willys Aero випускалася з 1960 по 1962 рік, в 1962 році машину модернізували, і вона стала продаватися під найменуванням Willys Aero 2600.
Willys Gordini — та ж «Дофін», але з 40-сильним моторчиком, випускався з 1962 по 1968 рік.
Willys Interlagos — це була копія Alpine A108, машина оснащувалася 845-кубовим мотором 40 сил, 900-кубовим 50-сильним, 1 л 56- або 70-сильним, ця модель випускалася з 1961 по 1965 рік, всього їх випустили близько 820 штук.
WIllys Rural — це була модель Willys Jeep «Station Wagon», яка отримала бразильський фейcліфт, а загалом це ідентичні машини.

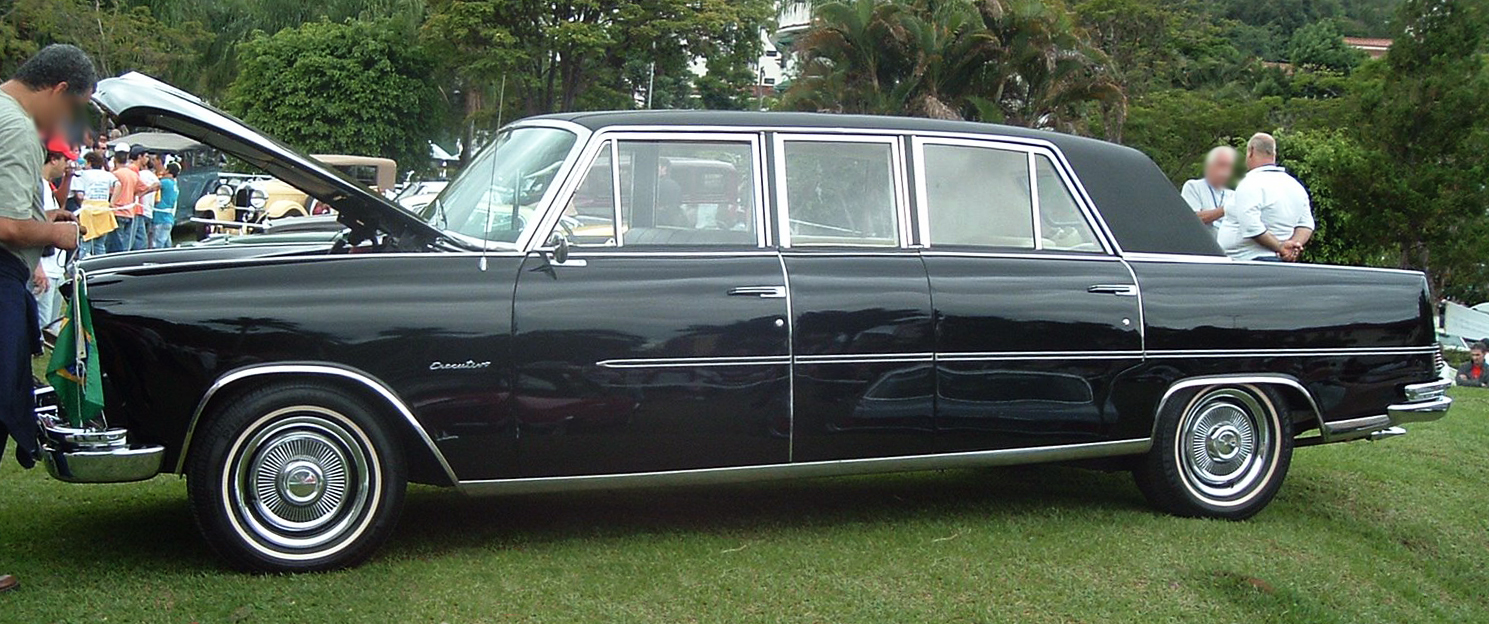
Willys Itamaraty Executivo

У 1966 році на базі «Аеро 2600» побудували більшу модель Itamaraty, її мотор збільшили до 3-х літрів, крім того, виготовили 27 лімузинів для членів уряду.

## Компанія Willys-Overland do Brasil у складі Ford
Наприкінці 1969 фірму купує концерн «Форд», в 1970 році він продовжує випускати єдину на той момент модель фірми — Aero 2600, під своїм ім'ям — Ford Aero 2600, проте вже через рік знімає її з виробництва, таким чином в 1969 році марка «Вілліс» взагалі зникла з карти світу.
Уже в наш час фірма Jeep випустила топовий варіант свого «Гранд Черокі» з приставкою «Оверленд» в пам'ять про марку, з якої і почалася її історія.

## Список автомобілів Overland
- 1903 — Overland Model 13
  - Overland Model 15
- 1905 — Overland Model 16
  - Overland Model 17
  - Overland Model 18
- 1906 — Overland Model 22
- 1908 — Overland Model 24
  - Overland Model 26
  - Overland Model 30
  - Overland Model 31
  - Overland Model 32
  - Overland Model 34
- 1909 — Overland Model 38
  - Overland Model 40
  - Overland Model 41
  - Overland Model 42
- 1910 — Overland Model 45
  - Overland Model 46
  - Overland Model 47
  - Overland Model 49
  - Overland Model 50
  - Overland Model 51
  - Overland Model 52
  - Overland Model 53
  - Overland Model 54
  - Overland Model 55
  - Overland Model 56
- 1912 — Overland Model 58
  - Overland Model 59
  - Overland Model 60
  - Overland Model 61
- 1914 — Overland Model 79
- 1915 — Overland Model 80
  - Overland Model 81
  - Overland Model 82
- 1917 — Overland Model 75B
  - Overland Model 90
  - Overland Model Four-85
  - Overland Model Six-85
- 1920 — Overland Model 4
- 1923 — Overland Model 91
- 1924 — Overland Model 92
- 1925 — Overland Model 93
- 1926 — Overland Whippet 4/6
- 1939 — Overland Speedway

## Список автомобілів Willys-Knight
- 1914 — Willys-Knight K17
  - Willys-Knight K18
- 1915 — Willys-Knight K19
- 1916 — Willys-Knight 88-4
- 1917 — Willys-Knight 88-8
- 1920 — Willys-Knight 20
- 1923 — Willys-Knight 64
- 1924 — Willys-Knight 67
- 1930 — Willys-Knight 66A
  - Willys-Knight 66B
  - Willys-Knight 70
- 1933 — Willys-Knight 95
  - Willys-Knight 66E

## Список легкових автомобілів Willys
- 1917 — Willys Six 88
  - Willys Six 89
- 1930 — Willys 98B
- 1931 — Willys 8-80
  - Willys 6-97
  - Willys 6-98
- 1932 — Willys 6-90
  - Willys 8-88
  - Willys 77
- 1937 — Willys 37 Series
- 1938 — Willys 38 Series
- 1939 — Willys 48 Series
- 1940 — Willys Speedway
  - Willys MA
- 1941 — Willys Americar 441
  - Willys MB
- 1942 — Willys Americar 442
- 1943 — Willys CJ2A
- 1946 — Willys 463 Station Wagon
- 1948 — Willys 663 Station Wagon
  - Willys VJ2 Jeepster
- 1949 — Willys VJ3 Jeepster
- 1951 — Willys 673
- 1952 — Willys Aero
- 1954 — Willys CJ5
- 1955 — Willys CJ6

## Список автомобілів Whippet
- 1927 — Whippet 93
  - Whippet 96
- 1929 — Whippet 98A
- 1931 — Whippet 96A

## Список автомобілів Willys-Overland do Brasil
- 1959 — Willys Dauphine
- 1960 — Willys Aero
- 1961 — Willys Interlagos
- 1962 — Willys Aero 2600
  - Willys Gordini
  - WIllys Rural
- 1966 — Willys Itamaraty